# Matériel roulant du tramway de Genève
Pour un article plus général, voir Tramway de Genève.

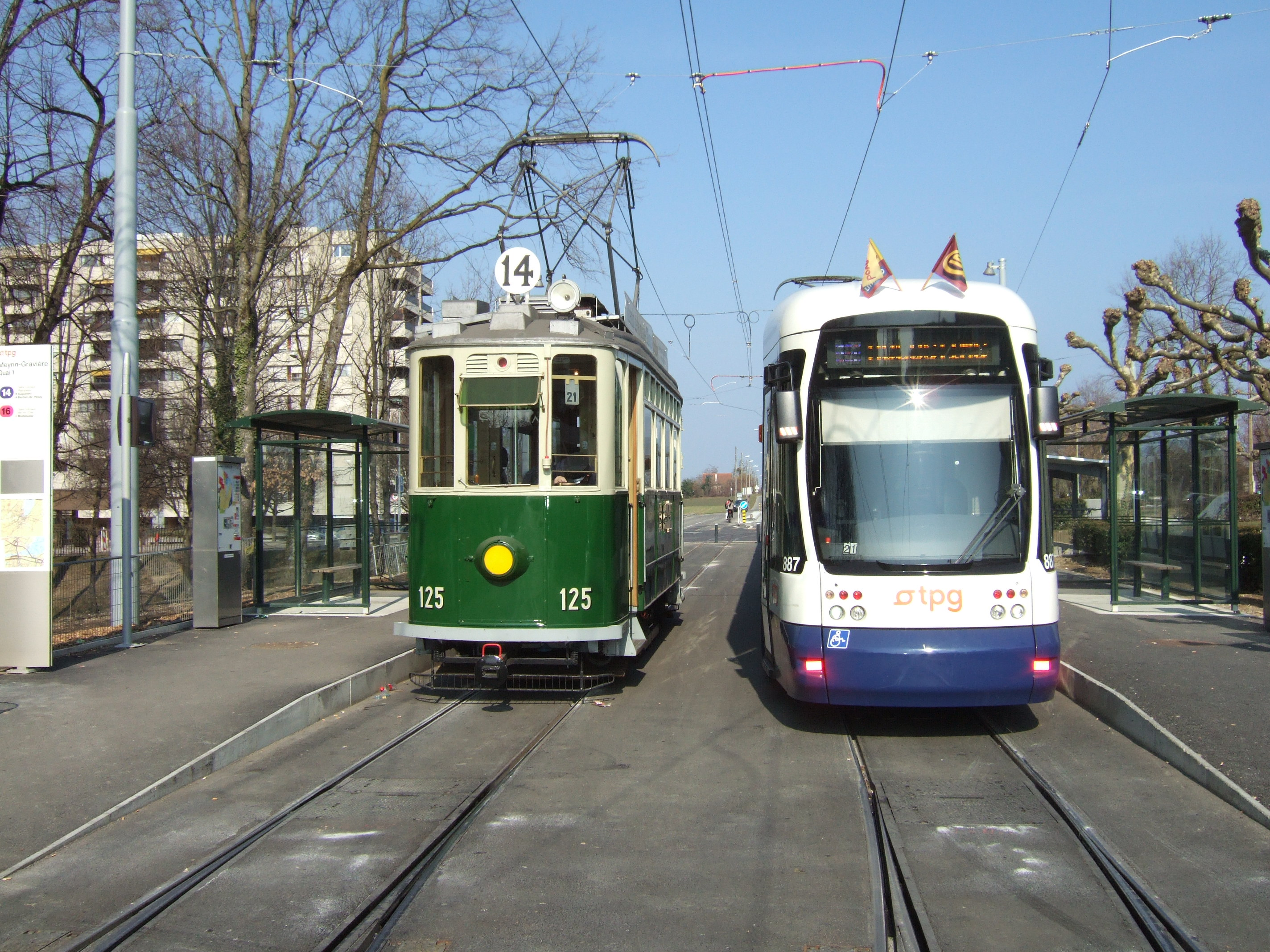
La motrice Ce 2/2 no 125, conservée par l'AGMT, et la Bombardier Cityrunner no 887. Plus de 80 ans séparent ces deux matériels.

En 150 ans d'existence, le tramway de Genève a vu son matériel roulant s'adapter aux époques et à l'évolution des technologies, mais aussi à la hausse croissante de sa fréquentation depuis la reconstruction du réseau entamée dans les années 1990. En 2018, quatre types de matériels circulent sur le réseau genevois, géré par les TPG, propriétaire de ces matériels.
L'article ci présent recense les anciens matériels à vapeur et à traction électrique, soit à partir de 1877, les tramways hippomobiles ne sont pas repris faute d'informations disponibles.

## Histoire

### Le matériel du VE

#### Locomotives à vapeur

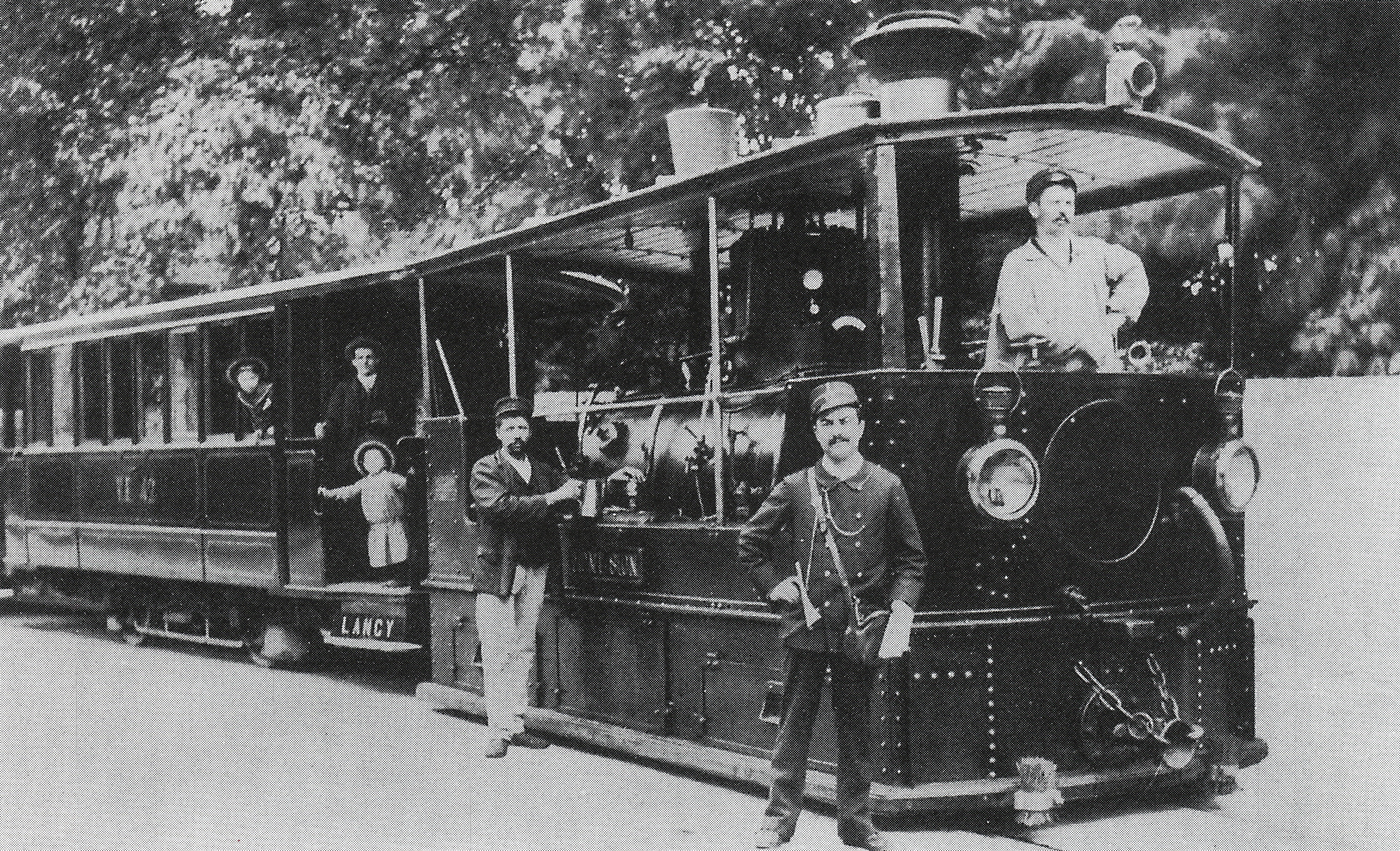
Locomotive no 6 et voiture à voyageurs

Les vingt-deux locomotives, de type G 3/3, furent livrées par la Fabrique Suisse de Locomotives de Winterthur et furent développées à partir du modèle des Tramways Suisses construits en 1877. Leur puissance fut triplée afin que la traction puisse être assurée sur les fortes rampes du réseau (rampes de Saint-Georges, du Grand-Lancy, etc.) Chacune des locomotives reçut un nom inspiré par divers lieux de la région genevoise.

- 1 - Saint-Georges
- 2 - Bernex
- 3 - Laconnex
- 4 - Carouge
- 5 - Saint-Julien
- 6 - Mont-Sion
- 7 - Rhône
- 8 - Beauregard
- 9 - Ferney
- 10 - Vernier
- 11 - Voirons
- 12 - Chablais
- 13 - Léman
- 14 - Savoie
- 15 - Faucille
- 16 - Allinges
- 17 - Dôle
- 18 - Jura
- 19 - Gex
- 20 - Douvaines
- 21 - Môle
- 22 - Crépy

Ces locomotives possédaient deux postes de conduite sans vitrage. Elles avaient une masse à vide de 13,4 tonnes et de 16,2 tonnes en pleine charge. Leurs longueurs étaient de 5,69 mètres et l'empattement des essieux était de 1,80 mètre. Elles développaient environ 140 chevaux-vapeur et leurs vitesses maximum fut fixée à 25 km/h. Un appareillage permettait le chauffage du convoi durant les saisons froides. Le freinage était assuré par le système à vide d'air Hardy non automatique.
Les locomotives numéros 1 à 10 furent construites en 1889, les numéros 11 à 19 en 1890 et les trois dernières en 1891. Leur retrait s'est effectué ainsi :
- les numéros 1 et 5 à 7 furent mises hors service en 1915 et vendue en Autriche ;
- les numéros 2 à 4, 8 à 13 et 15 à 21 furent mises hors service en 1902. Les numéros 12, 13 et 16 à 18 furent vendues au tramway de Massa près de Pise (Italie) ;
- les numéros 14 et 22 roulèrent sur le Ferney - Gex de 1902 à 1904 et furent mises hors service en 1915. La numéro 22 fut aussi vendue en Autriche[1].

#### Automotrices
| Type   | Numéros | Année de construction | Constructeur | Masse à vide (t) | Masse en charge (t) | Pression (cv) | Places assises | Places debout | Écartement des essieux (m) | Longueur hors tampons (m) | V max. (km/h) | Freins | Eclairage | Chauffage |
| ------ | ------- | --------------------- | ------------ | ---------------- | ------------------- | ------------- | -------------- | ------------- | -------------------------- | ------------------------- | ------------- | ------ | --------- | --------- |
| Cm 2/2 | 1       | 1896                  | VE/SIP MFB   | 10.0             | 13.0                | 20            | 14             | 20            | 2.0                        | 8.1                       | 25            | Main   | Pétrole   | Vapeur    |
| Cm 2/2 | 2 à 5   | 1897                  | SIP/MFB      | 10.0             | 13.0                | 20            | 14             | 20            | 2.0                        | 8.1                       | 25            | Main   | Pétrole   | Vapeur    |

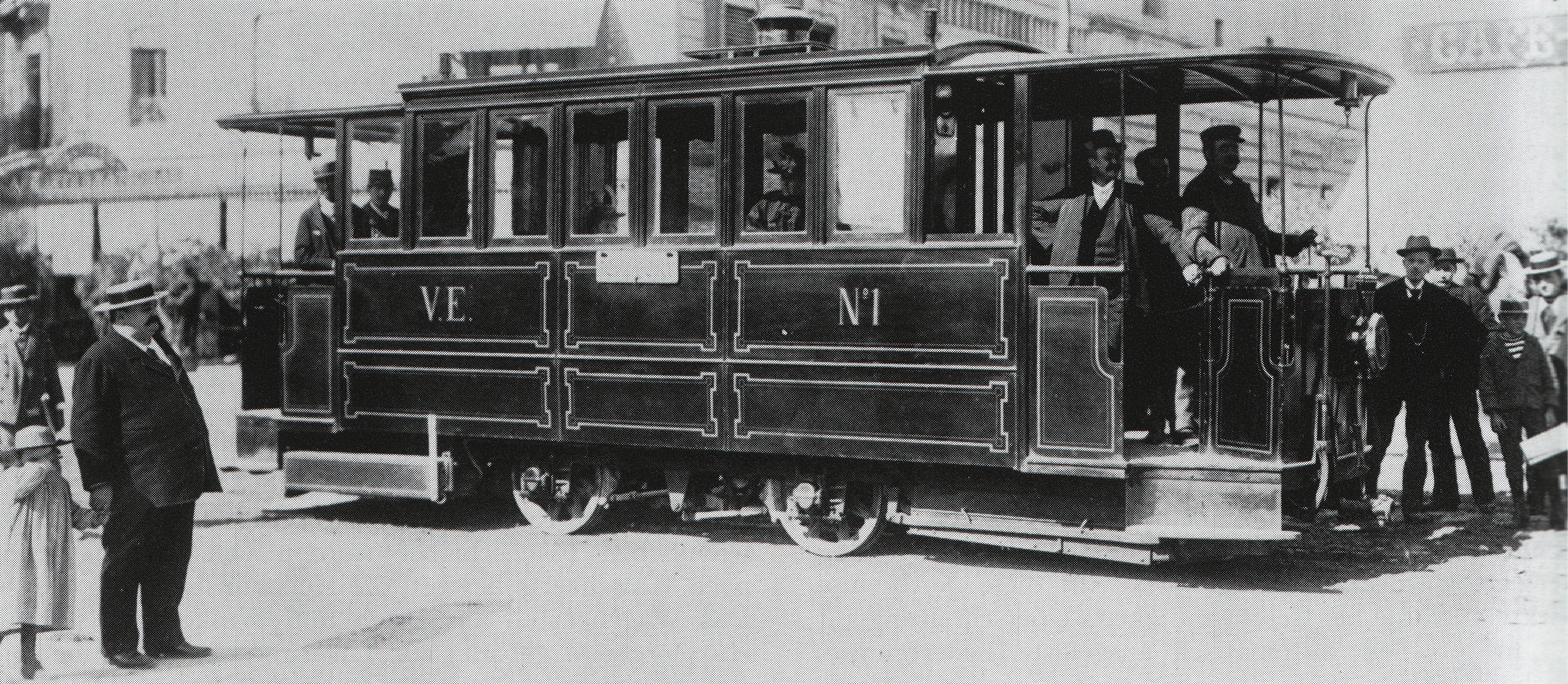
Automotrice Serpollet N°1

Les automotrices numéros 1 et 4 furent retirées du service dès 1900, les autres furent acquises par la société du chemin de fer Genève - Veyrier. Elles circulèrent, avec les numéros 31 à 33, sur la ligne à faible trafic, sans grandes pentes, Veyrier - Collonges-sous-Salève.

#### Voitures voyageurs
| Image | Type   | Numéros    | Année de construction | Constructeur | Tare (t) | Longueur hors tampons (m) | Écartement des essieux (m) | Places assises | Places debout | Freins       | Éclairage | Chauffage |
| --- | ------ | ---------- | --------------------- | ------------ | -------- | ------------------------- | -------------------------- | -------------- | ------------- | ------------ | --------- | --------- |
| | CF2i   | 1 à 7      | 1889                  | SIG          | 4.2      | 8.0                       | 2.4                        | 24             | 12            | Hardy + Main | Pétrole   | Vapeur    |
| Le compartiment fourgon pouvait offrir 5 places |        |            |                       |              |          |                           |                            |                |               |              |           |           |
| | C2i    | 21 à 39    | 1889                  | SIG          | 4.0      | 8.0                       | 2.4                        | 24             | 12            | Hardy + Main | Pétrole   | Vapeur    |
| Les voitures no 21, 22, 24 à 31 furent transformées en CF2i. Ces fourgons de secours avaient des sièges rabattables et étaient séparés par une paroi du reste de la voiture |        |            |                       |              |          |                           |                            |                |               |              |           |           |
| | C2i    | 40 à 58    | 1890                  | SIG          | 4.0      | 8.0                       | 2.4                        | 24             | 12            | Hardy + Main | Pétrole   | Vapeur    |
| | C2i    | 59 à 70    | 1891                  | SIG          | 4.0      | 8.0                       | 2.4                        | 24             | 12            | Hardy + Main | Pétrole   | Vapeur    |
| | C(F)2i | 25 à 30    | 1889                  | SIG/VE       | 4.0      | 8.0                       | 2.4                        | 24             | 12            | Hardy + Main | Pétrole   | Vapeur    |
| Elles furent transformées en fourgon auxiliaire en 1893 |        |            |                       |              |          |                           |                            |                |               |              |           |           |
| | C(F)2i | 21, 22, 24 | 1889                  | SIG/VE       | 4.0      | 8.0                       | 2.4                        | 24             | 16            | Hardy + Main | Pétrole   | Vapeur    |
| Elles furent transformées en fourgon auxiliaire en 1894 |        |            |                       |              |          |                           |                            |                |               |              |           |           |
| | C(F)2i | 31         | 1889                  | SIG/VE       | 4.0      | 8.0                       | 2.4                        | 24             | 16            | Hardy + Main | Pétrole   | Vapeur    |
| Elles furent transformées en fourgon auxiliaire en 1895 |        |            |                       |              |          |                           |                            |                |               |              |           |           |

À la création de la CGTE, cette dernière reprend les CF2i nos 4, 5, 27, 29 à 32, 34, 37 à 40, 57, 59, 63, 69 et 70 et les renumérotent nos 250 à 266. D'autres furent utilisées pour la construction de wagons marchandises.

#### Wagons marchandises
Le caractère vicinal des lignes de la VE fit que la compagnie s'équipe de divers wagons pour le transport des marchandises.
Cependant, dès 1896, l'acheminement de celles-ci jusqu'aux différentes industries de la place se fait au moyen de trucks transporteurs, aussi appelés chariots transporteurs. Ils s'utilisèrent toujours par paire et étaient placés sous les essieux du wagon à voie normale. Une autre sorte de trucks transporteurs, cadres transporteurs, où le wagon à voie normale roulait directement sur les deux rails que formaient le cadre.
La CGTE reprend tous les wagons, se contentant de les renuméroter.
| Type | Numéros VE             | Numéros CGTE | Année de construction | Tare (t) | Charge (t) | Écartement des essieux (m) | Longueur hors tampons | Freins       | Remarques                                                  | Image |
| ---- | ---------------------- | ------------ | --------------------- | -------- | ---------- | -------------------------- | --------------------- | ------------ | ---------------------------------------------------------- | ----- |
| L    | 71 - 72                | 453-454      | 1889                  | 2.83     | 5.0        | 2.3                        | 5.83                  | Hardy + Main |                                                            |       |
| OL   | 73 - 74                | 455-456      | 1889                  | 2.8      | 5          | 2.3                        | 5.85                  |              | Wagon à parois hautes                                      |       |
| K    | 100 - 103 puis 101-104 | 402-405      | 1890                  | 3.58     | 5.0        | 2.3                        | 6.37                  |              | Avec deux plates-formes, renumérotés K 101 - 104 en 1896   |       |
| O    | 121 - 123              | 512-514      | 1894                  | 1.5      | 2.5        | 1.5                        | 4.15                  | Main         | Deux étages aménagés pour le transport des boilles à lait  |       |
| K    | 105 - 108              | 406-409      | 1896                  | 3.9      | 5.0        | 2.3                        | 6.37                  | Hardy + Main | Avec deux plates-formes                                    |       |
| L    | 75 - 76                | 457-458      | 1896                  | 3.2      | 5.0        | 2.3                        | 5.85                  |              |                                                            |       |
| ON   | 1 -6 (a + b)           | 630-635      | 1896                  | 1.5      | 12         | 1.2                        | 2.23                  | Heberlein    |                                                            |       |
| ON   | 7 -8 (a + b)           | 636-637      | 1898                  | 1.5      | 12         | 1.2                        | 2.25                  |              | Trucks pour le transport de wagons à voie normale          |       |
| M    | 151 - 152              | 457-458      | 1898 - 1899           | 0.85     | 1.5        | 0.8                        | 2.75                  | Main         | Wagonnet pour le transport de marchandises                 |       |
| O    | 124 - 125              | 515-516      | 1899                  | 1.5      | 2.5        | 1.5                        | 4.15                  |              | Deux étages aménagés pour le transport des boilles à lait. |       |
| ON   | 9 - 10 (a + b)         | 638-639      | 1899                  | 1.5      | 15         | 1.2                        | 2.23                  | Heberlein    |                                                            |       |

### Le matériel des TS

#### Locomotives à vapeur
| Image                                             | Type  | Numéros | Année de construction | Mise hors service | Constructeurs | Masse à vide (t) | Masse en service (t) | Longueur hors tampons (m) | Écartement des essieux (m) | Timbre de la chaudière (atm) | Puissance (CV) | V max |
| ------------------------------------------------- | ----- | ------- | --------------------- | ----------------- | ------------- | ---------------- | -------------------- | ------------------------- | -------------------------- | ---------------------------- | -------------- | ----- |
|                                                   | E 2/2 | 1       | 1877                  | 1801              | SLM           | 6.5              | 7.7                  | 3.6                       | 1.5                        | 15                           | 40             | 18    |
| Elles furent démolies en 1901.                    |       |         |                       |                   |               |                  |                      |                           |                            |                              |                |       |
|                                                   | E 2/2 | 2       | 1887                  | 1901              | SLM           | 6.5              | 7.7                  | 3.6                       | 1.5                        | 15                           | 40             | 18    |
| Elle portait le no 5 jusqu'en 1889 et fut vendue. |       |         |                       |                   |               |                  |                      |                           |                            |                              |                |       |
|                                                   | E 2/2 | 3       | 1885                  | 1901              | SLM           | 7.7              | 9.5                  | 4.53                      | 1.5                        | 15                           | 40             | 18    |
| Elle fut vendue au Paris - Saint-Germain (PSG).   |       |         |                       |                   |               |                  |                      |                           |                            |                              |                |       |
|                                                   | E 2/2 | 4       | 1887                  | 1901              | SLM           | 7.7              | 9.5                  | 4.53                      | 1.5                        | 15                           | 40             | 18    |
| Elle fut vendue.                                  |       |         |                       |                   |               |                  |                      |                           |                            |                              |                |       |
|                                                   | E 2/2 | 5       | 1883                  | 1901              | SLM           | 7.7              | 9.5                  | 4.53                      | 1.5                        | 15                           | 40             | 18    |
| Elle portait le no 2 jusqu'en 1889 et fut vendue. |       |         |                       |                   |               |                  |                      |                           |                            |                              |                |       |
|                                                   | E 2/2 | 6       | 1889                  | 1901              | SLM           | 7.7              | 9.5                  | 4.53                      | 1.5                        | 15                           | 40             | 15    |
| Elle fut vendue au PSG.                           |       |         |                       |                   |               |                  |                      |                           |                            |                              |                |       |
|                                                   | E 2/2 | 7       | 1892                  | 1901              | SLM           | 8.2              | 10.0                 | 4.53                      | 1.5                        | 15                           | 40             | 18    |
| Elle fut vendue au PSG.                           |       |         |                       |                   |               |                  |                      |                           |                            |                              |                |       |
|                                                   | E 2/2 | 8       | 1892                  | 1901              | SLM           | 8.2              | 10.0                 | 4.53                      | 1.5                        | 15                           | 40             | 18    |
| Elle fut vendue au PSG.                           |       |         |                       |                   |               |                  |                      |                           |                            |                              |                |       |

- Remarque : Jusqu'en 1902, ces locomotives étaient désignées G2. E 2/2 est la notation « moderne ».

#### Automotrices
Ces automotrices, numérotées 94 à 101, étaient peintes en jaune, possédaient des plates-formes ouvertes et avaient un moteur de 30 chevaux entraînant un essieu. Elles avaient une caisse courte, hautes sur roues, des bancs en long et des stores en lamelles de bois. La prise de courant était assurée par une perche à roulette. Le chauffage se faisait à l'eau chaude et l'éclairage encore au pétrole, alors que les voitures des trains à vapeur possédaient l'éclairage électrique par accumulateurs. Elles comportaient un frein électrique et un frein à main.
| Image                                                                                                   | Type   | Numéros TS | Année de construction | Mise hors service | Constructeurs mécaniques | Constructeurs électriques | Tare (t) | Longueur hors tampons (m) | Écartement des essieux (m) | Places assises | Places debout | Puissance (CV) | V max |
| --- | ------ | ---------- | --------------------- | ----------------- | ------------------------ | ------------------------- | -------- | ------------------------- | -------------------------- | -------------- | ------------- | -------------- | ----- |
| | Ce 1/2 | 94 - 101   | 1894                  | 1901 - 1902       | SIG                      | CIEG                      | 4.7      | 6.38                      | 1.5                        | 12             | 18            | 30             | 25    |
| Elles furent vendues en France                                                                          |        |            |                       |                   |                          |                           |          |                           |                            |                |               |                |       |
| | Ce 2/2 | 102 - 103  | 1895                  | 1901 - 1902       | SIG                      | CIEG                      | 6.4      | 6.38                      | 1.5                        | 12             | 18            | 2 × 25         | 25    |
| Elles furent vendues en France                                                                          |        |            |                       |                   |                          |                           |          |                           |                            |                |               |                |       |
| | Ce 2/2 | 104 - 119  | 1896                  | 1901 - 1902       | SIG                      | CIEG                      | 7.2      | 7.13                      | 1.6                        | 12             | 18            | 2 × 25         | 25    |
| Trois automotrices furent vendues en France                                                             |        |            |                       |                   |                          |                           |          |                           |                            |                |               |                |       |
| | Ce 1/2 | 125 - 132  | 1896                  | 1896              | SIG                      | ?                         | ?        | 6                         | 1.6                        | 14             | 10            | 20             | 20    |
| Anciennes automotrice de l'Exposition Nationale. Trois automotrices furent vendues au GV, n° GV 31 à 33 |        |            |                       |                   |                          |                           |          |                           |                            |                |               |                |       |

#### Chasse-neige
| Image                                                           | Type | Numéros TS | Numéros CGTE | Année de construction | Mise hors service | Tare (t) | Longueur hors tampons (m) | Écartement des essieux (m) | Hauteur des parois | Largeur max. des parois |
| --------------------------------------------------------------- | ---- | ---------- | ------------ | --------------------- | ----------------- | -------- | ------------------------- | -------------------------- | ------------------ | ----------------------- |
|                                                                 | X2   | -          | 601          | 1888                  | 1966              | 0.565    | 2.7                       | ?                          | 0.35               | 2.7                     |
| Il est construit en fer et doit être poussé par une locomotive. |      |            |              |                       |                   |          |                           |                            |                    |                         |
|                                                                 | X2   | -          | 602, 603     | 1890, 1895            | -                 | 0.8      | 3                         | ?                          | 0.5                | 3.2                     |
| La neige est déblayée du côté droit de la route.                |      |            |              |                       |                   |          |                           |                            |                    |                         |

#### Voitures voyageurs
Voitures d'hiver
| Image                                                         | Type | Numéros TS | Numéros CGTE | Année de construction | Mise hors service | Constructeur | Tare (t) | Longueur hors tampons (m) | Écartement des essieux (m) | Places assises | Places debout |
| ------------------------------------------------------------- | ---- | ---------- | ------------ | --------------------- | ----------------- | ------------ | -------- | ------------------------- | -------------------------- | -------------- | ------------- |
|                                                               | C2   | 1 - 4      | -            | 1876                  | 1901 - 1902       | SIG          | 1.82     | 6.2                       | 1.6                        | 16             | 20            |
|                                                               | C2   | 6, 9, 12   | -            | 1876                  | 1888 - 1889       | SIG          | 1.8      | 6.35                      | 1.75                       | 14             | 22            |
| 6 voitures furent transformées en wagons couverts K 6 en 1888 |      |            |              |                       |                   |              |          |                           |                            |                |               |
|                                                               | C2   | 13 - 16    | 201 - 204    | 1876                  | 1906 - 1908       | SIG          | 2.3      | 6.35                      | 1.6                        | 16             | 32            |
| Reprise pour la traction hippomobile Molard - Cornavin        |      |            |              |                       |                   |              |          |                           |                            |                |               |
|                                                               | C2   | 17 - 20    | -            | 1876                  | 1901 - 1902       | SIG          | 2.3      | 6.35                      | 1.6                        | 16             | 32            |
|                                                               | C2   | 24, 26     | -            | 1876                  | 1901 - 1902       | SIG          | ?        | ?                         | ?                          | ?              | ?             |
|                                                               | C2   | 25, 27     | 207, 209     | 1876                  | 1908              | SIG          | ?        | ?                         | ?                          | ?              | ?             |
|                                                               | C2   | 38 - 40    | -            | 1876                  | 1901 - 1902       | SIG          | 2.19     | 6.35                      | 1.75                       | 14             | 22            |
|                                                               | C2   | 41         | 205          | 1876                  | 1908              | SIG          | 2.19     | 6.35                      | 1.75                       | 14             | 22            |
| Reprise pour la traction hippomobile Molard - Cornavin        |      |            |              |                       |                   |              |          |                           |                            |                |               |
|                                                               | C2   | 42 - 43    | -            | ?                     | 1901 - 1902       | SIG          | 2.19     | 6.35                      | 1.75                       | 14             | 22            |
|                                                               | C2   | 71, 74     | 210, 213     | 1882                  | 1908              | SIG          | 2.19     | 6.35                      | 1.75                       | 14             | 22            |
|                                                               | C2   | 72 - 73    | -            | ?                     | 1901 - 1902       | SIG          | ?        | ?                         | ?                          | ?              | ?             |
|                                                               | C2   | 82         | 216          | 1885                  | 1906              | SIG          | 2.26     | 6.35                      | 1.75                       | 14             | 22            |
|                                                               | C2   | 83         | -            | ?                     | 1901 - 1902       | SIG          | ?        | ?                         | ?                          | ?              | ?             |
|                                                               | C2   | 89 - 90    | -            | 1891                  | 1901 - 1902       | SIG          | 2.85     | 6.7                       | 1.6                        | 14             | 28            |

À noter que les voitures n° 5, 7 et 8 se trouvaient à Bienne, où les TS exploitaient aussi le réseau.
Lors de la reprise par la CGTE des TS la liste des voitures fermées se présentait ainsi :
| 1 - 4                                                                                  | 1876 | Manuel à chaîne    | Eau chaude | Pétrole    |
| 13 - 20                                                                                | 1876 | Manuel à chaîne    | Eau chaude | Pétrole    |
| 24 - 27                                                                                | 1876 | Automatique à vide | Eau chaude | Électrique |
| 38 - 43                                                                                | 1876 | Manuel à chaîne    | Eau chaude | Pétrole    |
| Voitures 41 et 42 équipées de freins automatiques à vide et d'un éclairage électrique. |      |                    |            |            |
| 71 - 74                                                                                | 1882 | Automatique à vide | Eau chaude | Électrique |
| 82 - 83                                                                                | 1885 | Automatique à vide | Eau chaude | Électrique |
| 89 - 90                                                                                | 1891 | Automatique à vide | Eau chaude | Électrique |

Voitures d'été
| Image | Type | Numéros TS | Numéros CGTE | Année de construction | Mise hors service                   | Constructeur | Tare (t) | Longueur hors tampons (m) | Écartement des essieux (m) | Places assises | Places debout |
| --- | ---- | ---------- | ------------ | --------------------- | ----------------------------------- | ------------ | -------- | ------------------------- | -------------------------- | -------------- | ------------- |
| | C2   | 21 - 23    | -            | 1876                  | 1901 - 1902                         | SIG          | 1.85     | 6.8                       | 1.8                        | 24             | 22            |
| | C2   | 28 - 37    | 307 - 316    | 1877                  | 1906: 308 à 314, 316 1908: 307, 315 | SIG          | 1.82     | 6.75                      | 1.75                       | 20             | 26            |
| | C2   | 61 - 64    | 317 - 319    | 1882                  | 1906                                | SIG          | 1.87     | 6.75                      | 1.75                       | 20             | 26            |
| La voiture 64 fut mise hors service en 1901 et n'a pas reçu de n° CGTE                                                                                          |      |            |              |                       |                                     |              |          |                           |                            |                |               |
| | C2   | 75 - 76    | 321 - 322    | 1883                  | 1906 - 1908                         | SIG          | 1.6      | 5.75                      | 1.6                        | 16             | 26            |
| | C2   | 84 - 85    | 323 - 324    | 1887                  | 1906                                | TS           | 1.87     | 6.75                      | 1.75                       | 20             | 26            |
| | C2   | 125 - 130  | 301 - 306    | 1896                  |                                     | SIG          | 2.94     | 6                         | 1.6                        | 14             | 22            |
| Ex automotrices de l'exposition nationale de 1896. Elles furent surtout utilisées comme remorques d'automotrices électriques sur la ligne Carouge - Moillesulaz |      |            |              |                       |                                     |              |          |                           |                            |                |               |

À noter que les voitures nos 44 à 47 et 69 à 70 se trouvaient à Bienne, où les TS exploitaient aussi le réseau.
Lors de la reprise par la CGTE des TS la liste des voitures fermées se présentait ainsi :
| 21 - 23                                                                | 1876 | Manuel à chaîne    | Pétrole |
| 28 - 37                                                                | 1877 | Manuel à chaîne    | Pétrole |
| La voiture 33 possède possède une conduite d'air pour le frein à vide. |      |                    |         |
| 61 - 64                                                                | 1882 | Automatique à vide | Pétrole |
| La voiture 33 possède seulement la conduite d'air                      |      |                    |         |
| 75 -76                                                                 | 1883 | Manuel à chaîne    | Pétrole |
| 84 - 85                                                                | 1887 | Automatique à vide | Pétrole |
| 125 - 130                                                              | 1896 | Manuel à chaîne    | Pétrole |

#### Wagons marchandises
| Image | Type | Numéros TS | Numéros CGTE | Année de construction | Mise hors service                           | Tare (t) | Longueur hors tampons (m) | Écartement des essieux (m) | Charge (t) |
| ----- | ---- | ---------- | ------------ | --------------------- | ------------------------------------------- | -------- | ------------------------- | -------------------------- | ---------- |
|       | K    | 6          | -            | 1876                  | 1894                                        | 1.9      | 7                         | 1.55                       | 2          |
|       | K    | 93         | 401          | 1891                  | 1950                                        | 2.5      | 5.3                       | 1.5                        | 5          |
|       | M    | 78 - 81    | 501 - 504    | 1887                  | 501 avant 1939 502 en 1942 503, 504 en 1956 | 0.52     | 2.4                       | 1.2                        | 2.5        |
|       | M    | 91 - 92    | 451 - 452    | 1891                  | 451 en 1904 452 en 1942                     | 2        | 5.3                       | 1.5                        | 5          |

### Le matériel du GV

#### Locomotives à vapeur
- Type : G 3/3

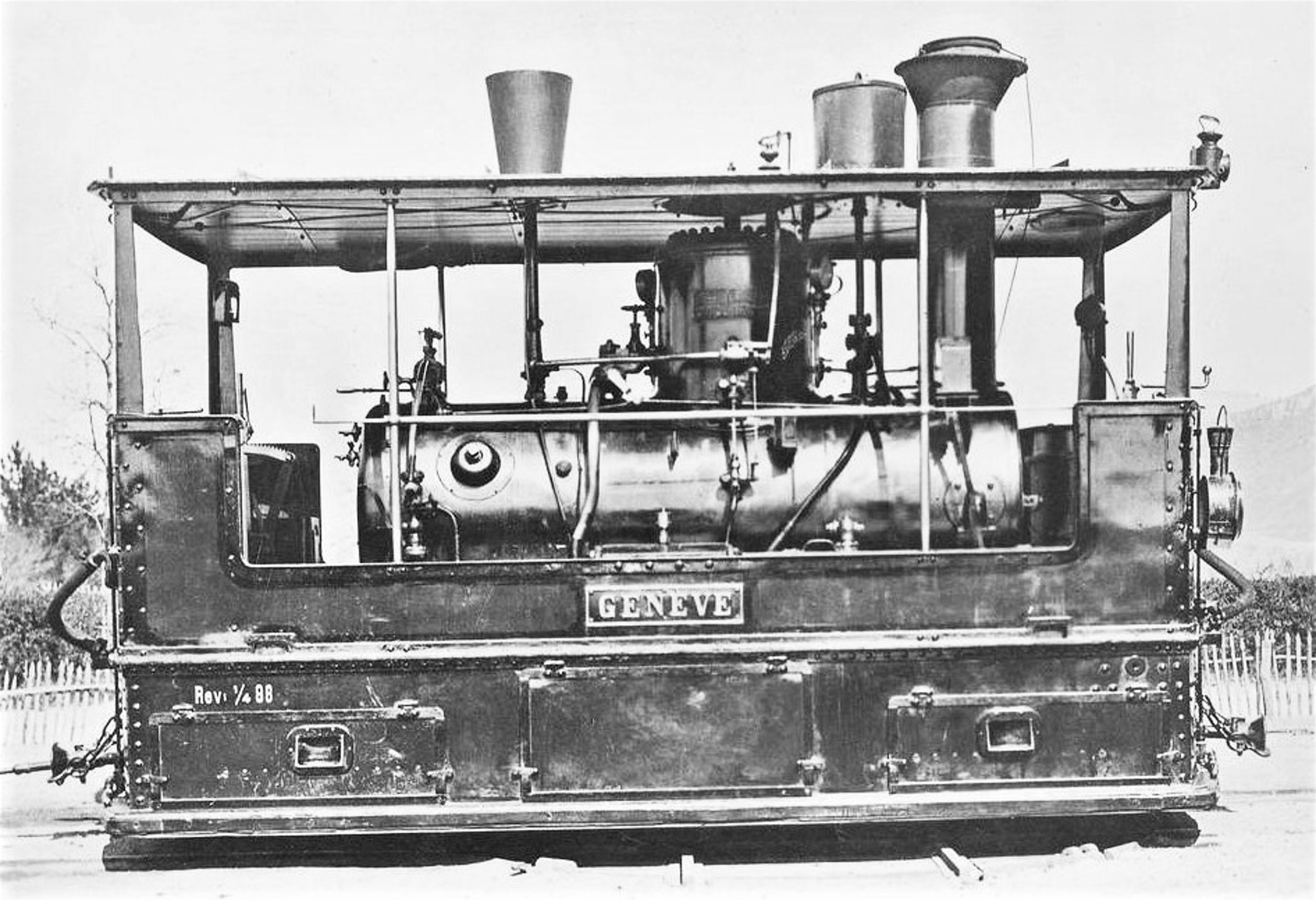
Locomotive no 1 Genève

- Numéros et noms : 1 - Genève, 2 - Veyrier, 3 - Salève, 4 - Pitons
- Mise en service : 1887 (1 à 3), 1890 (4)
- Mise hors service : 1901 (1 et 2), 1911 (3 et 4)
- Constructeur : SLM Winterthur
- Masse à vide : 12,5 t (1 à 3), 13,4 t (4)
- Masse en service : 15,5 t (1 à 3), 16,2 t (4)
- Pression de la vapeur : 14 atm
- Écartement des essieux : 1,8 m
- Longueur hors tampons 5,4 m (1 à 3), 5,69 m (4)
- Puissance 140 cv environ
- Vitesse maximum : 25 km/h

À noter que la locomotive no 3 a circulé sur les lignes du Worblental et du Centovalli et que la no 4 a circulé sur la ligne Langenthal - Melchnau.

#### Automotrices
| Image | Type   | Numéros | Année de construction | Constructeur mécanique | Constructeur électrique | Tare (t) | Longueur hors tampons (m) | Écartement des essieux (m) | Places assises | Places debout | Puissance (cv) | V max. (km/h) |
| --- | ------ | ------- | --------------------- | ---------------------- | ----------------------- | -------- | ------------------------- | -------------------------- | -------------- | ------------- | -------------- | ------------- |
| | Ce 2/2 | 13 à 15 | 1898                  | SIG                    | CIEG                    | 9        | 9.4                       | 2.4                        | 24             | 18            | 2 × 25         | 25            |
| Elles furent démolies entre 1946 et 1950. |        |         |                       |                        |                         |          |                           |                            |                |               |                |               |
| | Ce 2/2 | 16, 17  | 1888                  | SIG                    | CIEG                    | 7.8      | 8.2                       | 2.4                        | 24             | 14            | 2 × 25         | 25            |
| Anciennes remorques no 7 et 9 transformées en 1898 et furent démolies entre 1946 et 1950. |        |         |                       |                        |                         |          |                           |                            |                |               |                |               |
| | Ce 2/2 | 18 à 20 | 1896                  | SIG                    | CIEG                    | 8.3      | 9                         | 2.4                        | 24             | 18            | 2 × 25         | 25            |
| L'automotrice no 18 est l'ancienne remorque no 10, les automotrices no 19 et 20 sont les anciennes remorques no 51 et 52 du VE transformées en 1905. Elles furent démolies entre 1946 et 1950. |        |         |                       |                        |                         |          |                           |                            |                |               |                |               |
| | Ce 2/2 | 21 à 24 | 1913                  | SWS                    | CIEG                    | 14.9     | 10.93                     | 4                          | 24             | 21            | 2 × 50         | 40            |
| Les automotrices no 23 et 24 furent vendues aux TL en 1919 puis au chemin de fer Bex-Villar-Bretaye. La 23 est préservée et circule sur le chemin de fer Blonay-Chamby.                        |        |         |                       |                        |                         |          |                           |                            |                |               |                |               |
| | Ce 2/2 | 31      | 1896                  | SIG                    | CIEG                    | 7.6      | 7.7                       | 1.6                        | 14             | 22            | 2 × 25         | 25            |
| Ancienne automotrice des TS, série 104-119 et fut démolie entre 1946 et 1950 |        |         |                       |                        |                         |          |                           |                            |                |               |                |               |
| | Ce 2/2 | 32, 33  | 1896                  | SIG                    | CIEG                    | 7.8      | 7.7                       | 1.6                        | 14             | 22            | 2 × 25         | 25            |
| Anciennes automotrices des TS, série 104-119 et furent démolies entre 1946 et 1950 |        |         |                       |                        |                         |          |                           |                            |                |               |                |               |

#### Voitures
| Image | Type | Numéros | Année de construction | Constructeur | Tare (t) | Longueur hors tampons (m) | Écartement des essieux (m) | Places assises | Places debout | Remarques                                                                  |
| ----- | ---- | ------- | --------------------- | ------------ | -------- | ------------------------- | -------------------------- | -------------- | ------------- | -------------------------------------------------------------------------- |
|       | C2i  | 1 à 6   | 1887                  | SIG          | 3.6      | 7.64                      | 2.4                        | 24             | 12            |                                                                            |
|       | C2i  | 7, 9    | 1888, 1890            | SIG          | 4        | 7.64                      | 2.4                        | 24             | 12            | Transformées en 1898 en Ce 2/2 no 16 et 17.                                |
|       | C2i  | 10      | 1893                  | SIG          | 4        | 8                         | 2.4                        | 24             | 16            | Transformée en 1905 en Ce 2/2 no 18                                        |
|       | C2i  | 9 à 12  | 1889                  | SIG          | 4        | 8                         | 2.4                        | 24             | 16            | Anciennes voitures du VE achetées entre 1900 et 1912                       |
|       | C2   | 51 à 53 | 1913                  | SWS          | 7.3      | 10.93                     | 4                          | 24             | 16            | les no 51 et 52 furent vendues au TL en 1919. La no 53 fut démolie en 1956 |
|       | CF2i | 7       | 1893                  | SIG          | 4.2      | 8                         | 2.4                        | 24             | 8             |                                                                            |
|       | CF2i | 8       | 1888                  | SIG          | 4.2      | 7.64                      | 2.4                        | 24             | 8             | Elle fut vendue au BAM en 1942                                             |

#### Wagons marchandises
| Image | Type | Numéros   | Année de construction | Tare (t) | Longueur hors tampons (m) | Écartement des essieux (m) | Charge (t) |
| ----- | ---- | --------- | --------------------- | -------- | ------------------------- | -------------------------- | ---------- |
|       | F2i  | 1         | 1887                  | 2.9      | 5.26                      | 2                          | 5          |
|       | M    | 101 à 103 | 1899                  | 1.1      | 3.5                       | 1.3                        | 2          |

### Le matériel CGTE
Très rapidement après sa création, la CGTE commande une centaine d'automotrices à essieux (Ce 2/2) ou bogies (Ce 2/4) et de remorques afin de remplacer entre 1900 et 1902 l'ancien matériel à voie normale des TS et d'assurer l'exploitation des lignes ex-VE nouvellement électrifiées, en complément du matériel repris à ces compagnies et décrit dans les paragraphes et articles connexes ci-dessus.
On peut remarquer que deux séries se mélangeant dans la numérotation, en raison de la présence dans les motrices Ce 2/4 no 50 à 59 d'un compartiment fourgon qui les destinait principalement aux lignes rurales. Quant aux autres motrices, les motrices à deux essieux étaient surtout destinées aux lignes urbaines et périurbaines à horaires serrés, mais également aux lignes vicinales à faible trafic.
Les séries dites « Grandes Cents » et « Petites Cents » ont été achetées en 1906 et 1908 pour faire face à la hausse du trafic, le parc existant ne suffisait pas. En 1911, l'achat des tracteurs Fe 4/4 permet le retrait des dernières locomotives à vapeur ex-VE, cantonnées au trafic marchandises. De nouvelles remorques « Bautzen » rejoignent le parc en 1907, notamment les trois ex-Berne rachetées en 1904.
Toujours pour faire face au manque de matériel, mais en 1920, la CGTE commande les Ce 2/4 « Plates-Formes Centrales », les Ce 2/2 « Ceintures » et les remorques à bogies Ci « Neuhausen ».
Entre 1928 et 1934, le manque de moyens oblige la CGTE à rénover son parc plutôt que de commander du matériel neuf, avec notamment un recarrossage des « AEG », des « Danseuses » et des « Cologne ». En 1933 ce sont deux motrices et six remorques venant du tramway de Saint-Étienne qui sont achetées.
Le parc, fortement réduit au fil des suppressions de lignes, est remplacé dans les années 1950 par l'arrivée du matériel « normalisé ».

#### Automotrices électriques

##### Ce 2/2
Les principales différences résident dans la puissance de leur motorisation, à raison de deux moteurs par élément : 20 ch pour les Herbrand, 25 ch pour les SIG de 1901 et 35 ch pour celles de 1903 et 1920. Pour les 101-120, leur puissance n'est pas connue.
| Modèle                   | Constructeur(s)                | Équipement électrique | Nombre | Numéros de parc  | Mise en service | Réforme                                                                                             | Remarques | Image |
| ------------------------ | ------------------------------ | --------------------- | ------ | ---------------- | --------------- | --------------------------------------------------------------------------------------------------- | --- | ----- |
| Ce 2/2 « AEG »           | Herbrand                       | AEG                   | 25     | 1-25 1931 : 1-24 | 1900-1901       | 1931 (6) 1951                                                                                       | - Série modernisée et re-carrossée entre 1927 et 1930 ; - La no 6 est transformée en voiture cantine Xe 2/2 no 611, la 25 est renumérotée 6 ; - En 1952, les nos 2, 5, 10, 20 et 23 deviennent les véhicules de service Xe 2/2 nos 609, 687, 688, 691 et 692, le reste de la série est démolie.                                                                              |       |
| Ce 2/2 « Danseuses »     | SIG                            | Westinghouse          | 20     | 26-45            | 1901            | 1930 (27 à 32, 34 à 36, 41) 1931 (40) 1950 (42)                                                     | - Série modernisée et re-carrossée entre 1927 et 1930 ; - Surnom dû à leur tendance à tanguer sur leurs suspensions ; - La no 42 est transformée en voiture publicitaire vers 1930 ; - Les nos 26, 33, 37, 38, 39, 43, 44, 45 deviennent les véhicules de service Xe 2/2 nos 681 à 688 à une date inconnue, à priori dans les années 1930, le reste de la série est démolie. |       |
| Ce 2/2                   | SIG                            | Westinghouse          | 4      | 46-49            | 1903            | 1924                                                                                                | - Deviennent les véhicules de service Xe 2/2 nos 689 à 692 en 1924 ; - Caisse raccourcie par rapport aux « danseuses » pour être utilisées sur le tramway de la Cité. |       |
| Ce 2/2 « Grandes cents » | Bautzen                        | Siemens               | 6      | 100-105          | 1906            | 1951 1952 (102, 104)                                                                                | |       |
| Ce 2/2                   | Constructeur américain inconnu | -                     | 1      | 106              | 1907            | 1921                                                                                                | - Motrice datant de 1901, essayée en 1903 et acquise en 1907 ; - Transformée en remorque C2i no inconnu en 1921, elle-même réformée en 1940. |       |
| Ce 2/2 « Petites cents » | SIG                            | SAAS                  | 14     | 107-121          | 1906            | 1955 (109) 1956 (108, 114) 1958 (107, 110, 112, 113, 116) 1959 (111, 115, 117 à 119) 1961 (120-121) | D'origine, elles étaient équipées de plates-formes fermées avec portes coulissantes, mais également d'indicateurs de direction à rouleaux, appelés de nos jours girouette. Ces équipements sont devenus standards depuis. |       |
| Ce 2/2 « Ceintures »     | SIG                            | SAAS                  | 10     | 122-131          | 1920            | vers 1959 ?                                                                                         | - Re-motorisation à 70 ch vers 1946-1947. La 125 est prêtée par le Chemin de fer-musée Blonay-Chamby à l'AGMT |       |

##### Xe 2/2
| Modèle | Constructeur(s) | Équipement électrique | Nombre | Numéros de parc                | Mise en service | Réforme                                                                 | Remarques                                                         | Image |
| ------ | --------------- | --------------------- | ------ | ------------------------------ | --------------- | ----------------------------------------------------------------------- | ----------------------------------------------------------------- | ----- |
| Xe 2/2 | Herbrand        | AEG                   | 6      | 609, 611, 687, 688, 691 et 692 | 1931 (611) 1952 | 1950 (611) 1956 (687 et 692) 1958 (609 et 691) 1959 (688)               | - Anciennes Ce 2/2 nos 2, 5, 6, 10, 20 et 23 datant de 1900-1901. |       |
| Xe 2/2 | SIG             | Westinghouse          | 8      | 681-688                        | années 1930 ?   | 1950 (682) 1952 (687 et 688) 1957 (681) Dates inconnues pour les autres | - Anciennes Ce 2/2 nos 26, 33, 37 à 39 et 43 à 45 datant de 1901. |       |
| Xe 2/2 | SIG             | Westinghouse          | 4      | 689-692                        | 1924            | 1950 (689) 1952 (691, 692) 1956 (690)                                   | - Anciennes Ce 2/2 nos 46 à 49 datant de 1903.                    |       |

##### Ce 2/4
| Modèle                             | Constructeur(s) | Équipement électrique | Nombre | Numéros de parc                  | Mise en service | Réforme | Remarques | Image |
| ---------------------------------- | --------------- | --------------------- | ------ | -------------------------------- | --------------- | --- | --- | ----- |
| Ce 2/4 « Schlieren »               | Schlieren       | AEG                   | 15     | 75-89 En 1936 : La 75 devient 90 | 1901            | 1950 (87) 1951 (78 et 90) 1952 (79 et 89) 1956 (85) 1958 (76, 77, 86 et 88) 1959 (83 et 84) 1960 (82) 1961 (81) | - Seule la motrice 80 a été préservée ; - Seule série de Ce 2/4 à bogies non transformées en Ce 4/4 par ajout de deux moteurs supplémentaires. |       |
| Ce 2/4 « Plates-formes centrales » | SWS, Schlieren  | SAAS                  | 11     | 156-165                          | 1920            | 1958 (157, 165) 1959 1961 (158, 162)                                                                            | |       |

##### Ce 4/4
Exception faite du matériel acheté d'occasion, ces motrices sont toutes issues de la transformation de Ce 2/4 par ajout de deux moteurs supplémentaires aux deux moteurs existants. Leur histoire en tant que Ce 2/2 est traitée ici dans un souci de lisibilité.
| Modèle                  | Constructeur(s)     | Équipement électrique | Nombre | Numéros de parc                     | Mise en service | Réforme | Remarques | Image |
| ----------------------- | ------------------- | --------------------- | ------ | ----------------------------------- | --------------- | --- | --- | ----- |
| Ce 4/4 « Cologne »      | Herbrand            | -                     | 15     | 50-54, 60-69                        | 1900-1901       | 1961 (51, 52) 1962 (53, 54) 1970 (62, 70 devient motrice de service T.01) 1971 (64) 1972 (61 devient motrice de service 71 puis T.02, démolie en 1995) 1973 (66) 1975 (69) | - Renumérotations : - 1934 : 54 devient 70 ; - 1937 : 50 devient 53 et 53 devient 60 ; - 1939 : 60 devient 54 ; - 1959 : 60 devient 68. - Compartiment fourgon des 50 à 54 supprimé en 1913 ; - Anciennes Ce 2/4 transformées entre 1933 et 1938, elles reçoivent aussi une nouvelle caisse.                                                                                           |       |
| Ce 4/4 « Westinghouse » | SIG                 | Westinghouse          | 15     | 55-59, 70-74 En 1936 : 55-59, 71-75 | 1902            | 1950 (56) 1951 (75) 1956 (59) 1957 (55) 1958 | - Anciennes Ce 2/4 transformées entre 1904 et 1907 ; - Les plates-formes furent vitrées en 1910 ; - En 1930, la porte médiane fut supprimée et les plates-formes furent munies de portes sur charnières. |       |
| Ce 4/4 « Alioth »       | Wagenfabrik Bautzen | Alioth                | 10     | 90-99                               | 1902            | 1938 (92, 93) 1947 (98) 1950 (94) 1951 (97) 1952 | - Anciennes Ce 2/4 transformées en 1922, et reçoivent le frein à air comprimé Westinghouse ; - Les plates-formes furent vitrées en 1907 ; - Certaines furent équipées par des moteurs de réserve Alioth et Siemens et le solde fut commandé à la SAAS : - En 1938, les automotrices 90 et 91 furent renumérotées 92 et 93 après retrait des machines portant précédemment ces numéros. |       |

##### Fe 4/4
| Modèle               | Constructeur(s) | Équipement électrique | Nombre | Numéros de parc                 | Mise en service | Réforme                 | Remarques                                                                         | Image |
| -------------------- | --------------- | --------------------- | ------ | ------------------------------- | --------------- | ----------------------- | --------------------------------------------------------------------------------- | ----- |
| Fe 4/4 « Tracteurs » | SIG             | Siemens               | 6      | 150-155 1966 : 71, 150, 152-155 | 1911            | 1972 (71) années 1970 ? | 151 renumérotée 71 en 1966. En 2022 conservé au Chemin de fer-musée Blonay-Chamby |       |

##### Motrices acquises en seconde main
| Modèle                  | Constructeur(s) | Équipement électrique | Nombre | Numéros de parc | Mise en service | Réforme | Remarques                    | Image |
| ----------------------- | --------------- | --------------------- | ------ | --------------- | --------------- | ------- | ---------------------------- | ----- |
| Ce 4/4 « Automotrices » | De Dietrich     |                       | 2      | 166-167         | 1932            | 1938    | ex Tramway de Saint-Etienne. |       |

#### Remorques
| Modèle            | Constructeur(s) | Nombre | Numéros de parc  | Mise en service     | Réforme                                                                               | Remarques | Image |
| ----------------- | --------------- | ------ | ---------------- | ------------------- | ------------------------------------------------------------------------------------- | --- | ----- |
| C2i               | SWS, Schlieren  | 10     | 201-210          | 1908                | 1956 (210) 1957 (207-209) 1958                                                        | À plates-formes ouvertes. |       |
| C2                | Horme et Buire  | 6      | 211-216          | 1933                | 1956                                                                                  | - À plates-formes fermées ; - Anciennes voitures du tramway de Saint-Étienne nos Ff1 à Ff6 datant de 1921.                    |       |
| C4i « Bautzen »   | SIG Bautzen     | 10     | 351-353, 354-360 | 1904 (351-353) 1907 | 1957 (351-353, 360) 1958                                                              | - À plates-formes ouvertes : 351-353 ; - Les 351-353 sont des ex-SVB Berne nos 20, 26 et 29 datant de 1894, acquises en 1904. |       |
| C4i « Neuhausen » | SIG             | 10     | 361-370          | 1920                | 1961 (362, 367, 368) 1964 (364) 1966 (366) 1971 (361, 369) 1972 (365) 1973 (363, 370) | - À plates-formes ouvertes ;                                                                                                  |       |

### Le matériel normalisé CGTE puis TPG
Ce matériel est issu d'une norme définie par l'association suisse des entreprises de transport. Elles ont assuré le service sur la ligne 12, ainsi que la ligne 1 jusqu'à sa suppression en 1969, jusqu'à l'arrivée des premières DAV en 1987, marquant le début de leur retrait progressif. Leur retrait a aussi marqué la fin des remorques à Genève, depuis les DAV l'ensemble du parc est constitué de matériel articulé.

#### Motrices

##### Be 4/4
On peut distinguer trois séries, en raison de différences dans leurs origines et/ou les constructeurs :
| Modèle                     | Constructeur(s)             | Équipement électrique | Nombre | Numéros de parc | Mise en service | Réforme                               | Remarques | Image |
| -------------------------- | --------------------------- | --------------------- | ------ | --------------- | --------------- | ------------------------------------- | --- | ----- |
| Be 4/4 (Ce 4/4 avant 1955) | Schindler Waggon à Pratteln | SAAS                  | 30     | 701-730         | 1950-1952       | 1987-1989 1992 (712, 721, 724 et 727) | Les motrices 712, 721, 724 et 727 sont offertes entre 1993 et 1996 à Sibiu (Roumanie). Trois véhicules éteient demolies entre 2010 et 2023, aujourd'hui seulement la motrice no 724 existe, :              |       |
| Be 4/4                     | Schindler Waggon à Pratteln | SAAS                  | 6      | 731-736         | 1961            | 1970                                  | - Motrices datant de 1947-1948 acquises d'occasion au tramway de Lucerne. Ex-101 à 106 des Verkehrsbetriebe Luzern (Transports publics de Lucerne) ; - Dé-motorisées et transformées en remorques en 1970. |       |
| Be 4/4                     | Hess                        | Brown, Boveri & Cie   | 4      | 737-740         | 1961            | 1970                                  | - Motrices datant de 1947-1948 acquises d'occasion au tramway de Lucerne. Ex-107 à 110 des Verkehrsbetriebe Luzern (Transports publics de Lucerne) ; - Dé-motorisées et transformées en remorques en 1970. |       |

##### Be 4/6
Ne doivent pas être confondues avec les DAV portant la même dénomination.
| Modèle | Constructeur(s) | Équipement électrique | Nombre | Numéros de parc | Mise en service | Réforme                    | Remarques | Image |
| ------ | --------------- | --------------------- | ------ | --------------- | --------------- | -------------------------- | --- | ----- |
| Be 4/6 | Duewag          | Duewag                | 5      | 795-799         | 1975            | 1980 (799) 1985 (795) 1987 | - Motrices datant de 1958 acquises d'occasion au tramway d'Aix-la-Chapelle (ex-1101 à 1105), elles-mêmes venant de Mönchengladbach (ex-31 à 35), afin de renforcer la ligne 12. - Les 795 et 799 n'ont finalement jamais roulé en service commercial ; - Les autres ont été revendues au tramway de Lille - Roubaix - Tourcoing à l'arrivée des DAV. |       |

#### Remorques
| Modèle | Constructeur(s)                   | Nombre | Numéros de parc | Mise en service | Réforme                               | Remarques | Image |
| ------ | --------------------------------- | ------ | --------------- | --------------- | ------------------------------------- | --- | ----- |
| C4i    | Flug und Fahrzeugwerke Altenrhein | 15     | 301-315         | 1950-1952       | 1987-1989 1992 (302, 306, 307 et 315) | Les remorques 302, 306, 307 et 315 sont offertes entre 1993 et 1996 à Sibiu (Roumanie). Elles étaient demolies entre 2007 et 2023,.                                                |       |
| C4i    | Schindler Waggon à Pratteln Hess  | 10     | 321-330         | 1970            | 1987-1989                             | - Anciennes automotrices Be 4/4 731-740 ; - Transformées après la suppression de la ligne 1 afin d'augmenter le nombre de convois sur la ligne 12 et faire face à sa forte charge. |       |

## Parc actuel
En janvier 2018 les Transports publics genevois (TPG) exploitent un parc de 116 rames de tramway, réparties en quatre matériels différents.

### Duewag-Vevey DAV 03 à deux caisses (Be 4/6)

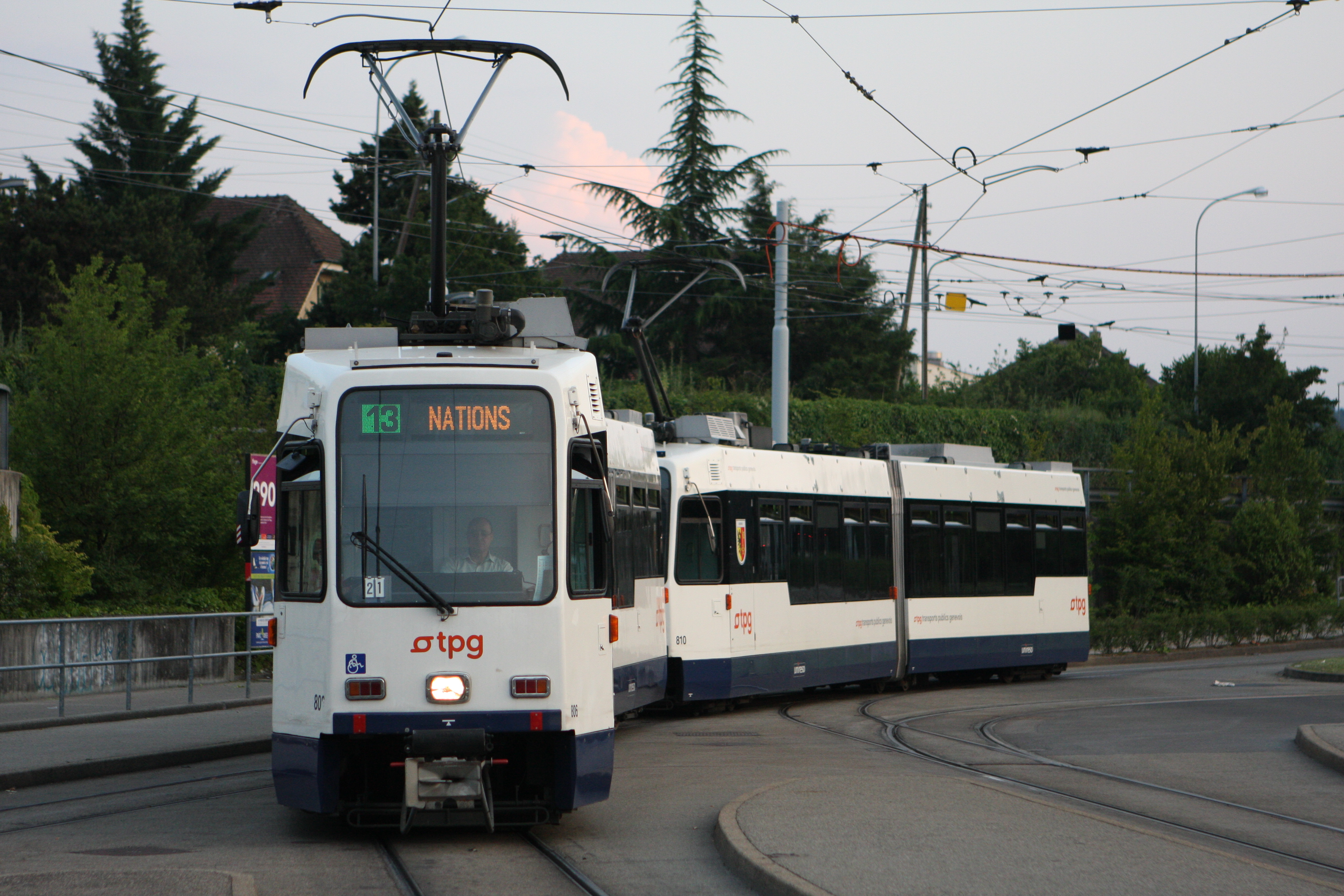
Deux rames couplées. Elles circulent ainsi la plupart du temps.

Ces 30 rames, à l'origine, ont été construites par Duewag, Vevey Technologies et Brown, Boveri & Cie et mises en service entre 1987 et 1989 afin de remplacer les vieillissantes « Normalisés », l'essai réalisé avec le prototype 741 s'étant avéré concluant. En 1995/1996, les rames 823, 824 et 827 à 830 sont transformées en Be 4/8 par ajout d'une caisse centrale,.
D'une longueur de 21,9 mètres et d'une largeur de 2,30 mètres, elles peuvent accueillir 178 personnes dont 137 debout et 41 assises. Non climatisées, elles sont à plancher bas aux deux premières portes et disposent d'une rampe pour l'accès aux personnes à mobilité réduite. Elles ont été intégralement révisées entre 2006 et 2009 et sont cantonnées à la ligne 12 du fait qu'elles sont unidirectionnelles.
| Série | Numéros de parc  | Années de livraison  | Remarques |
| ----- | ---------------- | -------------------- | --- |
| 03    | 801-822, 825-826 | 1984 (801) 1987-1989 | - La 801 n'est d'autre que l'ancien prototype no 741, ; - Les 823, 824 et 827 à 830 sont devenues des Be 4/8 en 1996. |

Caractéristiques techniques :
- Longueur : 24 900 mm
- Largeur : 2 300 mm
- Hauteur : 3 310 mm (sans pantographe) - 3 750 mm (avec pantographe)
- Poids à vide : 27 900 kg
- Poids en pleine charge : 39 000 kg
- Constructeur : Duewag / Vevey Technologies / Brown, Boveri & Cie
- Moteur : BBC 4 ELO 2 052 A
- Puissance maximale : 2 X 150 kW
- Diamètre des roues motrices : 660 mm
- Empattement des bogies moteurs : 1 800 mm
- Diamètre des roues porteuses : 375 mm
- Empattement du bogie porteur : 1 200 mm
- Places assises : 43
- Places debout : 137

Chaque rame est blasonnée au nom d'une commune genevoise (sauf exceptions) :
- 801 : Gaillard (France)
- 802 : Lancy
- 803 : Carouge
- 804 : Chêne-Bougeries
- 805 : Thônex
- 806 : Chêne-Bourg
- 807 : Céligny
- 808 : Onex
- 809 : Aire-la-Ville
- 810 : Genève
- 811 : Collonge-Bellerive
- 812 : Avully
- 813 : Avusy
- 814 : Bardonnex
- 815 : Bellevue
- 816 : Vernier
- 817 : Dardagny
- 818 : Satigny
- 819 : Anières
- 820 : Cartigny
- 821 : Bernex
- 822 : Chancy
- 825 : Choulex
- 826 : Confignon

### Duewag-Vevey DAV 04 à trois caisses (Be 4/8)

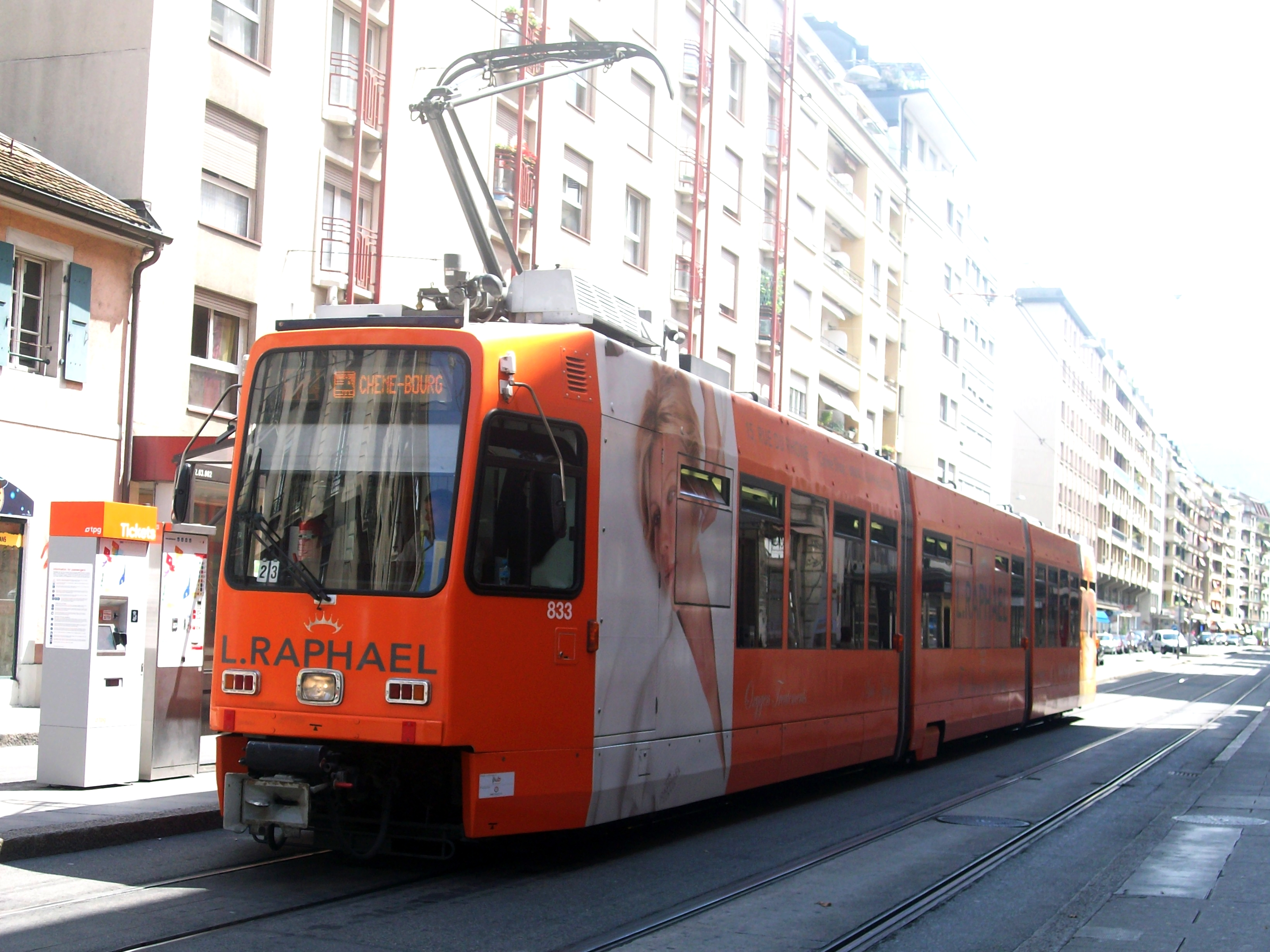
La rame no 833 en livrée publicitaire.

Ces 22 rames sont issues pour partie de la transformation de rames Be 4/6 en 1995/1996 par l'ajout d'une caisse centrale, augmentant leur capacité,. En dehors de ce fait, elles sont identiques aux Be 4/6.
D'une longueur de 30,91 mètres et d'une largeur de 2,30 mètres, elles peuvent accueillir 265 personnes dont 200 debout et 65 assises. Non climatisées, elles ont une différence avec la DAV 03, elles n'ont pas de plancher bas pour l'accès aux personnes à mobilité réduite. Elles ont été intégralement révisées entre 2006 et 2009 et sont cantonnées à la ligne 12 du fait qu'elles sont unidirectionnelles, et toujours en unité multiple avec des Be 4/6 (DAV 03) et toujours en motrice 2.
| Série | Numéros de parc | Années de livraison                                                              |
| ----- | --------------- | -------------------------------------------------------------------------------- |
| 04    | 831-852         | 1987-1989 847-852 : Issues de la transformation de Be 4/6 en Be 4/8 en 1995/1996 |

Caractéristiques techniques :
- Longueur : 30 910 mm
- Largeur : 2 300 mm
- Hauteur : 3 320 mm
- Poids à vide : 33 700 kg
- Poids en pleine charge : 52 600 kg
- Constructeur : Duewag / Vevey Technologies / Brown, Boveri & Cie
- Moteur : BBC 4 ELO 2 052 A
- Puissance maximale : 2 X 150 kW
- Places assises : 65
- Places debout : 200

Chaque rame est blasonnée au nom d'une commune genevoise (sauf exceptions) :
- 831 : Gy
- 832 : Hermance
- 833 : Perly-Certoux
- 834 : Jussy
- 835 : Le Grand-Saconnex
- 836 : Puplinge
- 837 : Meyrin
- 838 : Troinex
- 839 : Russin
- 840 : Laconnex
- 841 : Plan-les-Ouates
- 842 : Pregny-Chambésy
- 843 : Presinge
- 844 : Meinier
- 845 : Soral
- 846 : Vandœuvres
- 847 : Genthod
- 848 : Corsier
- 849 : Veyrier
- 850 : Cologny
- 851 : Versoix
- 852 : Collex-Bossy

### Bombardier Cityrunner (Be 6/8)

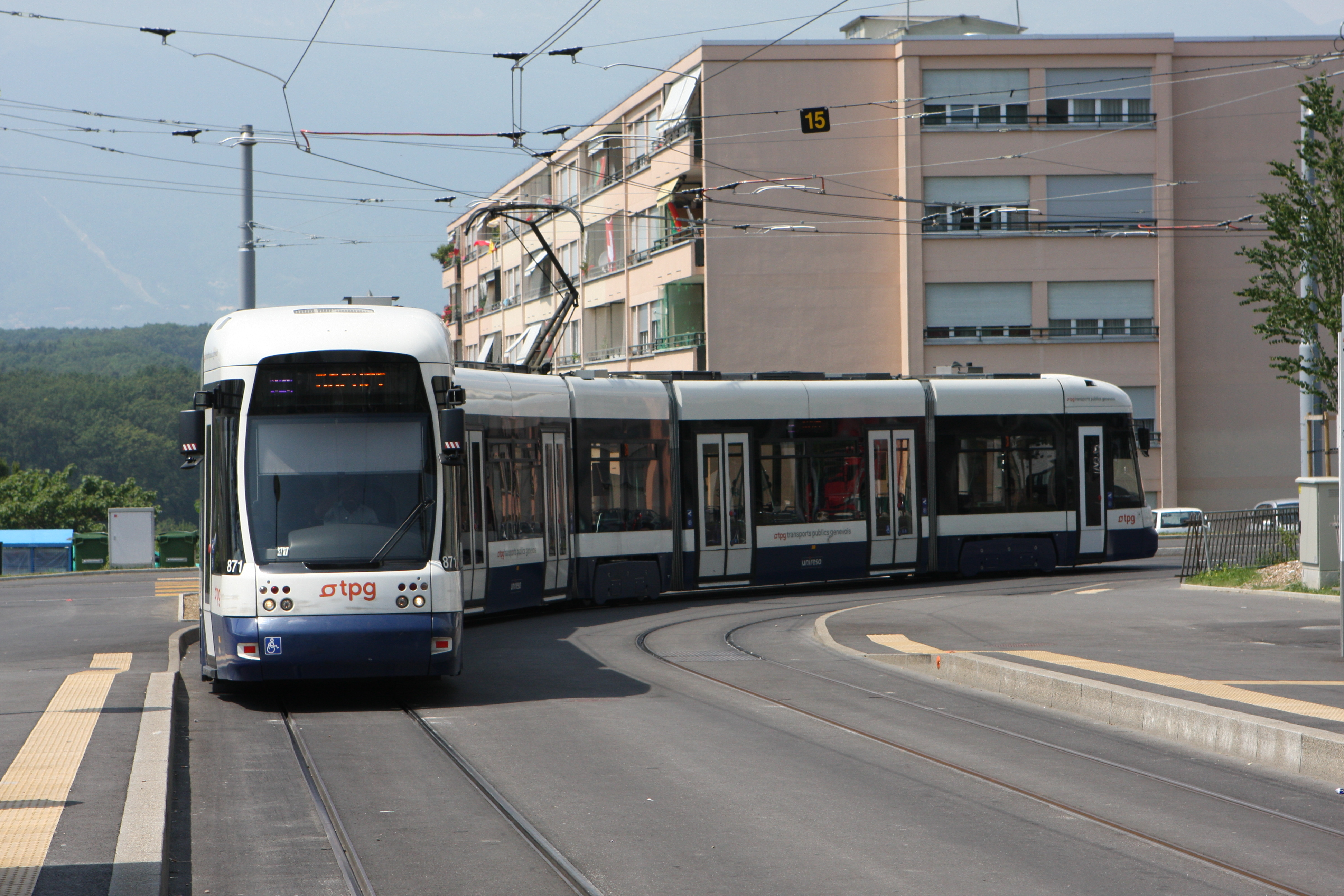
La rame no 871.

Ces 39 rames ont été commandées en deux temps,, pour renforcer le parc en prévision des extensions vers Meyrin et Bernex, conçues sans boucles de retournement, et sont donc de fait les premières rames bi-directionnelles modernes du tramway genevois.
D'une longueur de 42 mètres et d'une largeur de 2,30 mètres, elles peuvent accueillir 237 personnes dont 171 debout et 66 assises. Climatisées, elles sont à plancher bas et disposent d'une rampe pour l'accès aux personnes à mobilité réduite.
Les premiers essais eurent lieu avec des véhicules polonais qui ont circulé environ une année sur le réseau genevois, dans l'attente de la livraison du matériel commandé. Il s'agit des véhicules 1207 (no 856 aux TPG) et 1214 (no 857 aux TPG) des tramways de Lodz (Pologne), construits entre 2002 et 2003. La première roula de février 2004 à janvier 2005, en livrée publicitaire pour la Croix-Rouge genevoise, la seconde de décembre 2003 à décembre 2004, en livrée publicitaire pour Unireso. Ces véhicules étaient bien plus courts, puisqu'ils mesuraient que 29 500 mm et ne pouvaient transporter que 151 passagers.
| Série | Numéros de parc | Années de livraison |
| ----- | --------------- | ------------------- |
| 05    | 861-881         | 2004-2005           |
| 05    | 882-899         | 2009-2010           |

Caractéristiques techniques :
- Longueur : 42 000 mm
- Largeur : 2 300 mm
- Hauteur : 3 570 mm
- Poids à vide : 50 100 kg
- Poids en pleine charge : 70 000 kg
- Constructeur : Bombardier Transport
- Puissance maximale : 6 X 85 kW
- Diamètre des roues motrices : 680 mm (neuves)
- Diamètre des roues porteuses : 560 mm
- Rayon minimum des courbes 20 m (18 m au dépôt)
- Vitesse maximale : 60 km/h
- Places assises : 66
- Places debout : 171

### Stadler Tango (Be 6/10)

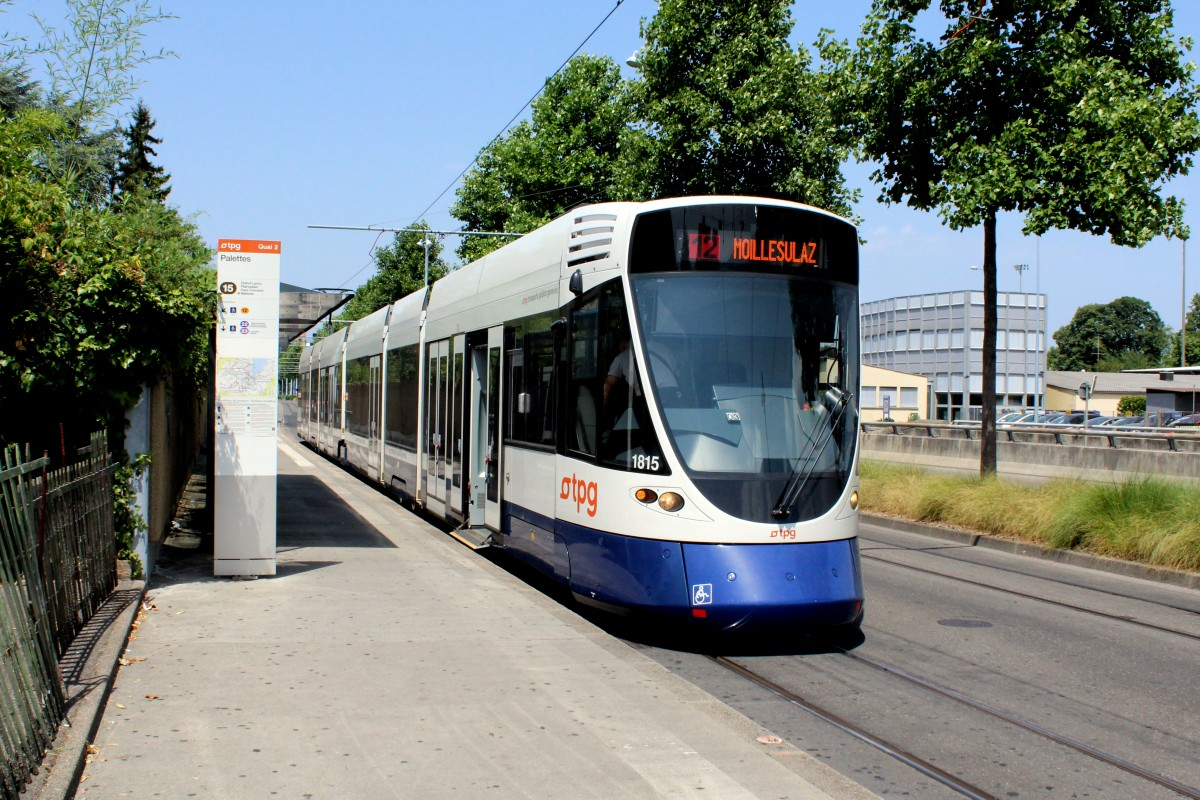
La rame no 1815.

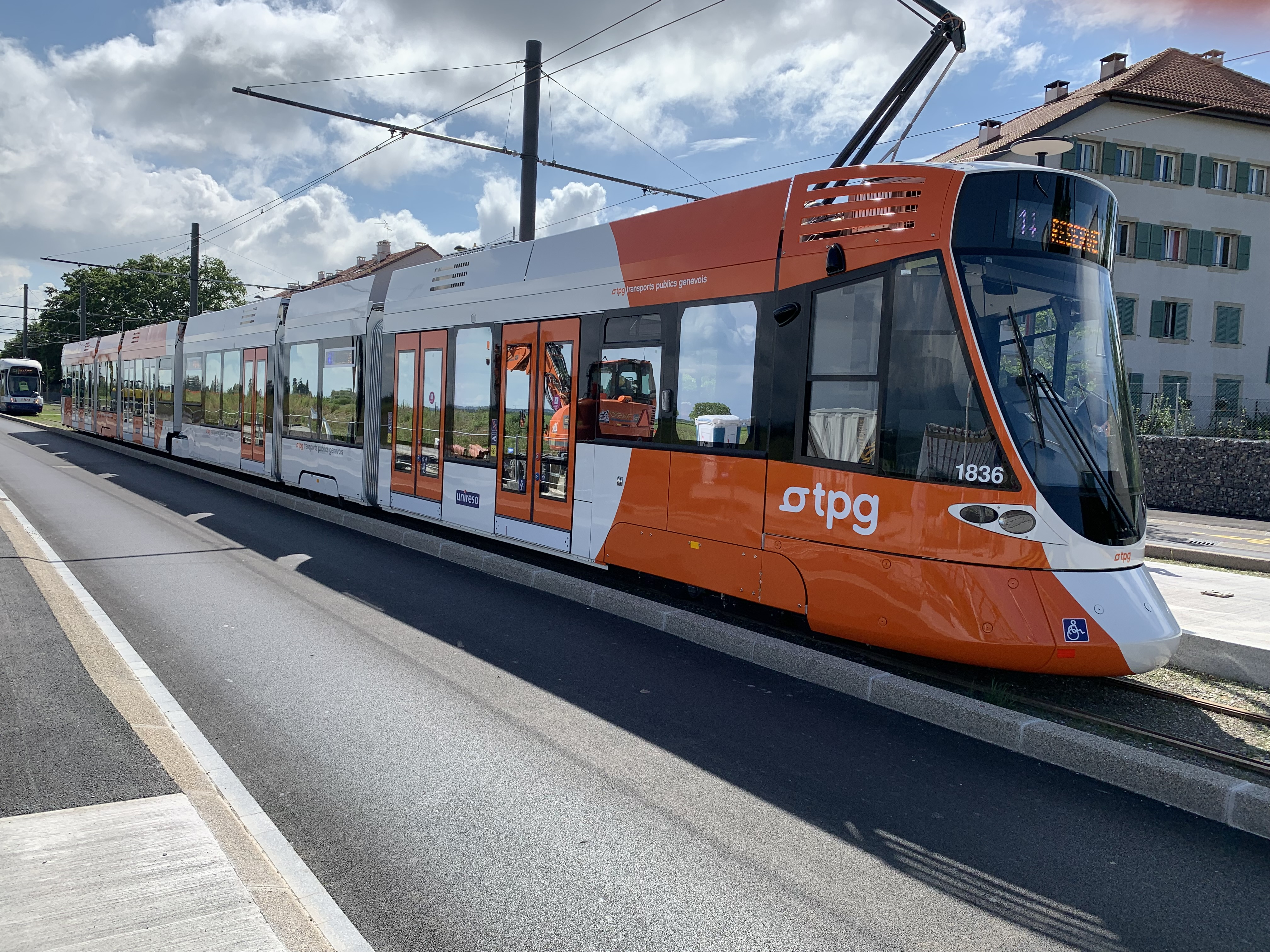
La rame no 1836, livrée blanc et orange.

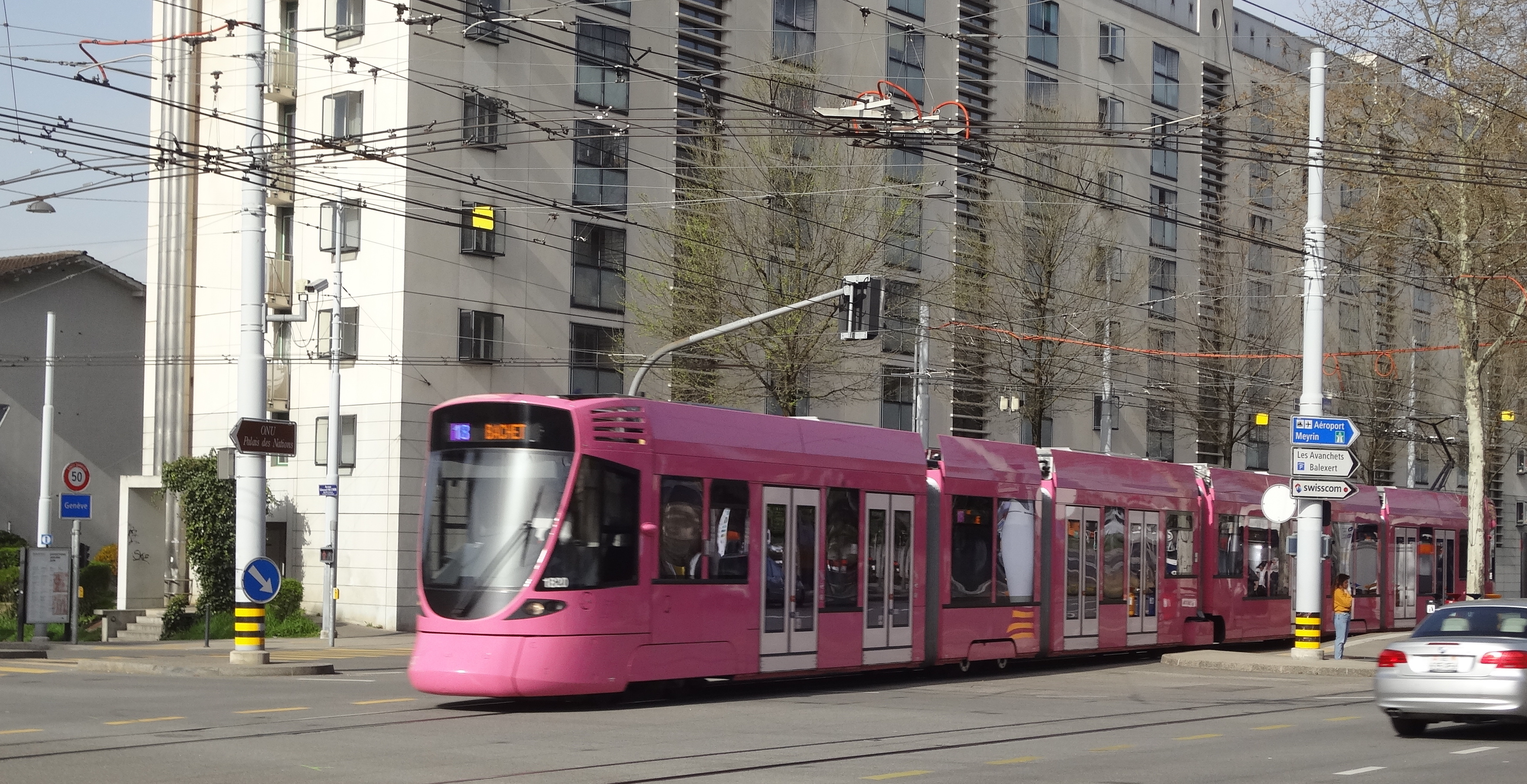
La rame no 1820 Monochrome Rose.

Ces rames ont été commandées pour un montant de 154 MCHF pour venir en renfort des Bombardier. Les 19 premières rames ont été livrées dès 2011, sur une commande totale de 32 rames. Le parc est passé fin 2016 à 21 véhicules mais la série n'est complète que depuis 2018 : en 2014 la livraison des 13 rames suivantes avait été reportée entre 2016 et 2018,. Comme pour les Bombardier, elles sont bidirectionnelles. Une troisième tranche de neuf rames est livrée de façon progressive depuis fin 2020 afin d'augmenter le parc, elle se caractérise par l'adoption de la livrée blanc et orange apparue au cours des années 2010 et qui renoue avec les couleurs historiques des TPG.
D'une longueur de 44 mètres et d'une largeur de 2,30 mètres, elles peuvent accueillir 265 personnes dont 191 debout et 74 assises. Climatisées, elles sont à plancher bas sur 75 % de leur longueur et disposent d'une rampe pour l'accès aux personnes à mobilité réduite.
La rame no 1820 est Monochrome Rose : elle est entièrement habillée de rose (sauf les portes, restées blanches), aussi bien à l'extérieur qu'à l'intérieur, par l'artiste Pipilotti Rist, dans le cadre du projet Art&Tram.
| Série | Numéros de parc | Années de livraison |
| ----- | --------------- | ------------------- |
| 06    | 1801-1819       | 2011-2012           |
| 06    | 1820-1832       | 2016-2018           |
| 06    | 1833-1841       | 2020-2021           |

Caractéristiques techniques :
- Longueur : 44 000 mm
- Largeur : 2 300 mm
- Hauteur : 3 640 mm
- Poids à vide : 57 000 kg
- Poids en pleine charge : 85 000 kg
- Constructeur : Stadler Rail
- Puissance maximale : 6 × 125 kW
- Diamètre des roues motrices : 680 mm (neuves)
- Diamètre des roues porteuses : 560 mm
- Rayon minimum des courbes 20 m (18 m au dépôt)
- Vitesse maximale : 60 km/h
- Places assises : 74
- Places debout : 191

## Futur matériel: Stadler Tramlink
En août 2021, un appel d'offres a été lancé par les TPG afin de commander 38 nouvelles rames pour exploiter les extensions du réseau, plus dix à vingt-cinq rames en option dans l'optique de remplacer les rames unidirectionnelles DAV qui atteignent les 40 ans de services et sont cantonnés à la seule ligne 12, pour une livraison prévue pour novembre 2024 et une mise en service durant le premier trimestre 2025. Stadler Rail a été reconduit comme pour la précédente commande, mais cette fois c'est le modèle Tramlink, conçu initialement par Vossloh et repris par Stadler, qui a été retenu. Le coût d'acquisition de la tranche ferme est de 180 millions de francs suisses.

## Expérimentations
La première Stadler Tango livrée a servi en 2012 de prototype d'une technologie de supercondensateurs qui permettrait à terme d'importantes économies d'énergie par la récupération de celle émise au freinage et la recharge des rames en station.

## Véhicules préservés

### Association genevoise du musée des tramways
L'Association genevoise du musée des tramways (AGMT) préserve quelques véhicules d'antan. Il s'agit des exemplaires suivants :
- Motrice Be 4/4 no 66 (provenant de l'AMITRAM, acquise en 2010, depuis en travaux[38]), ;
- Motrice Be 4/4 no 67 ;
- Motrice Be 4/4 no 80 (provenant de l’Association pour le Musée des transports urbains, interurbains et ruraux (AMTUIR) à Paris) acquise en 2012 ;
- Motrice Be 2/2 no 125 (vendue au Chemin de fer Martigny–Châtelard à sa réforme, puis cédée au Chemin de fer-musée Blonay-Chamby en 1974. En location depuis 1997 du Chemin de fer-musée Blonay-Chamby[39]) ;
- Motrice Be 4/4 no 729 ;
- Remorque B no 308 ;
- Remorque Bi no 363 ;
- Remorque Bi no 369 (provenant de l'AMTUIR acquise en 2013, restaurée en 2022-2024) ;
- Wagon couvert K 410 (fabriqué par SWS comme K 204 pour le chemin de fer Bex-Villars-Bretaye en 1913, acquis en 2000 pour le transformer en un wagon de marchandises CGTE, restauré en 2022-2023) ;
- Racleuse à neige X 603 ;

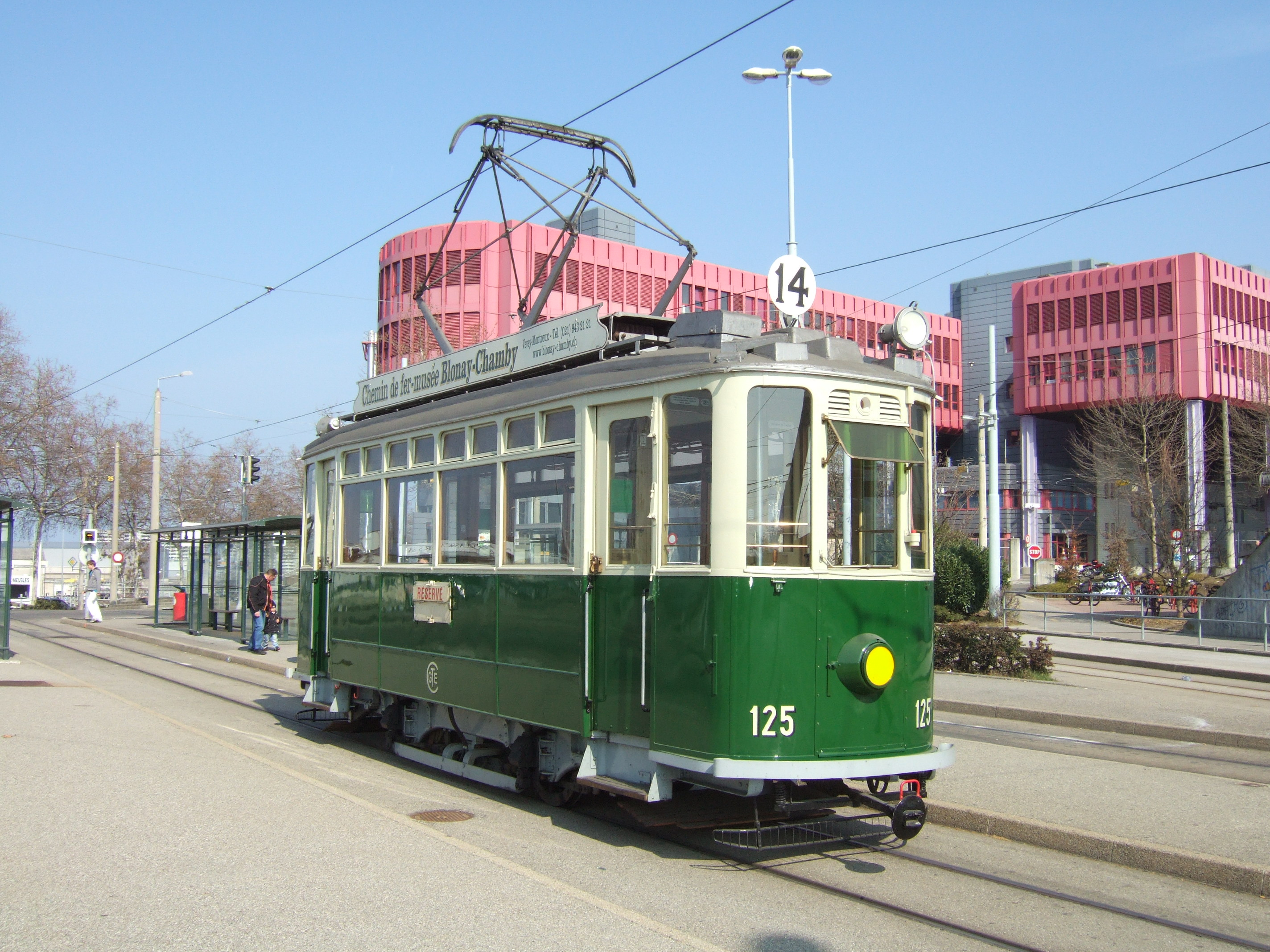
Motrice no 125
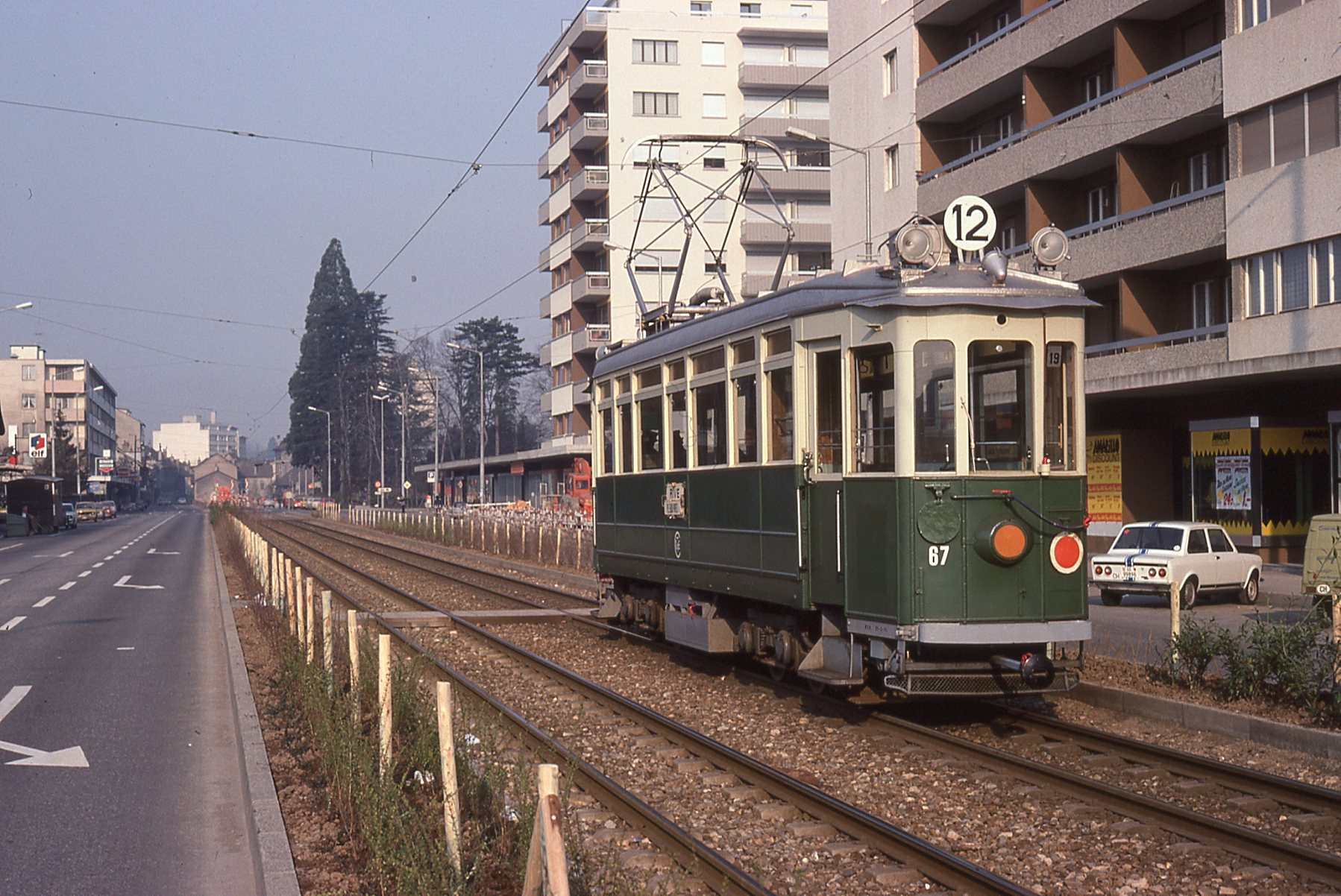
Motrice Be 4/4 no 67
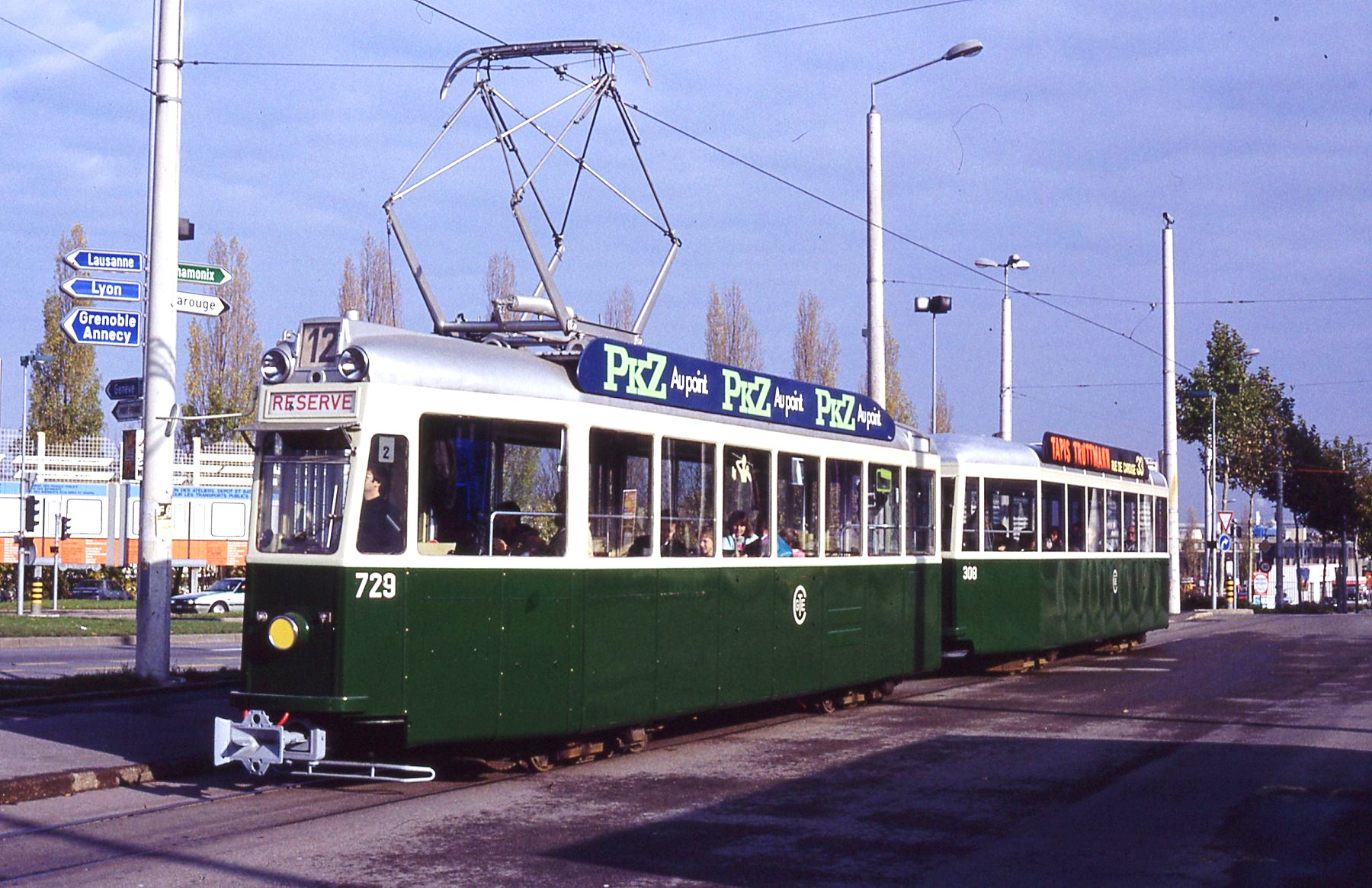
Motrice Be 4/4 no 729 et la remorque B no 308 en livrée verte abandonnée en 1959
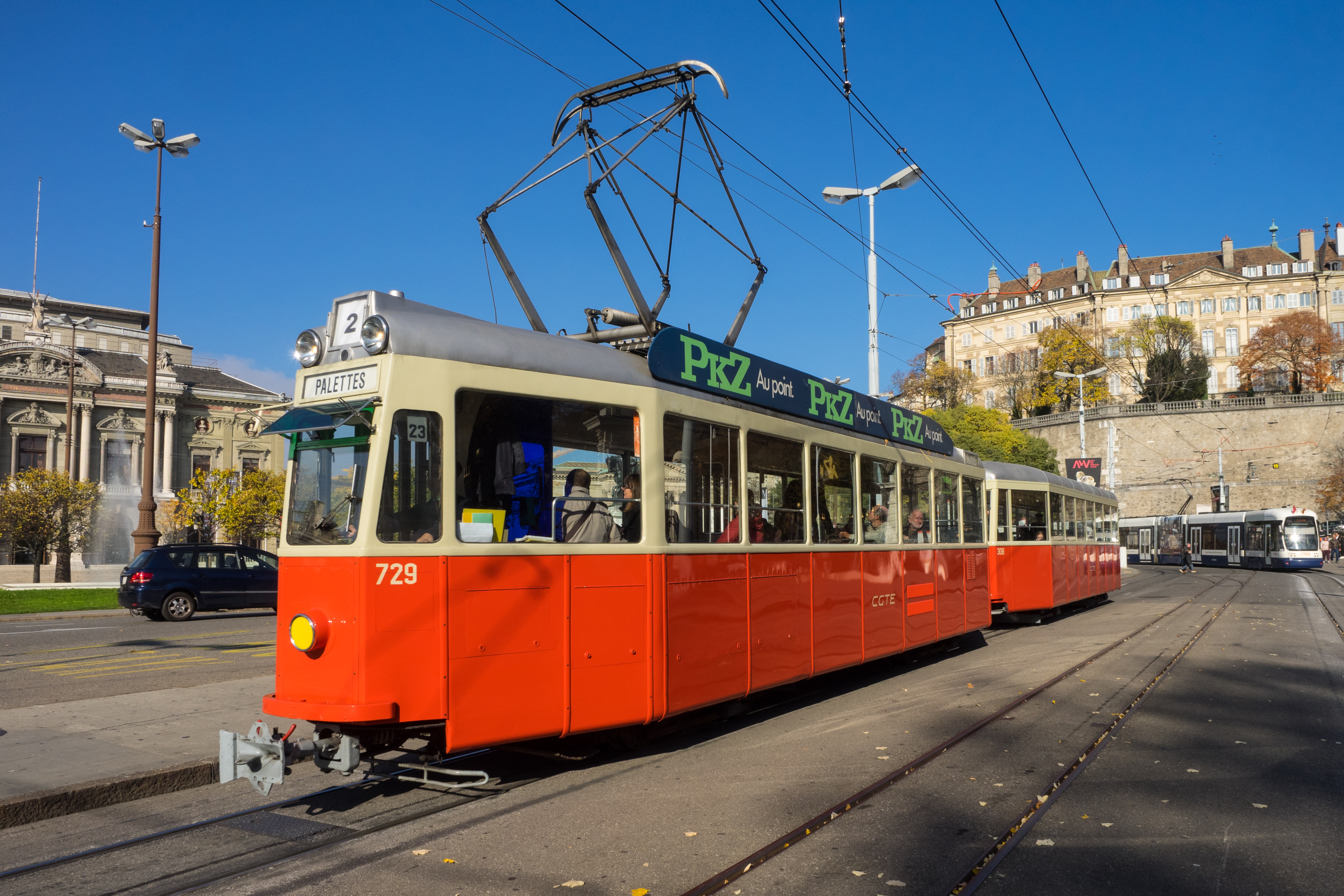
Motrice Be 4/4 no 729 et la remorque B no 308 en livrée rouge effective après 1959.

### Musée Blonay-Chamby
La motrice-fourgon Fe 4/4 no 151 et la remorque C4 no 370 sont préservées au Chemin de fer-musée Blonay-Chamby (canton de Vaud).

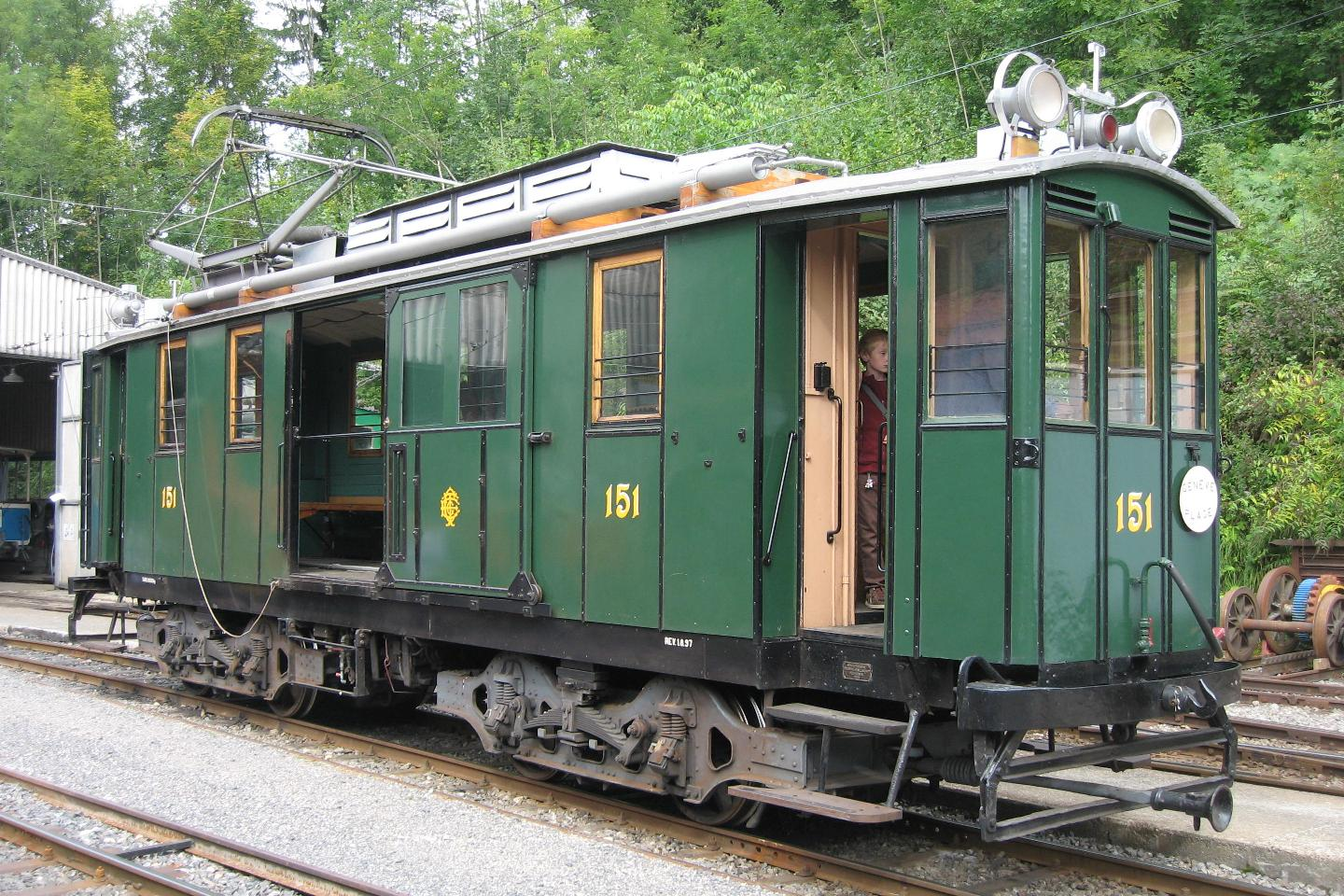
Motrice-fourgon historique Fe 4/4 no 151
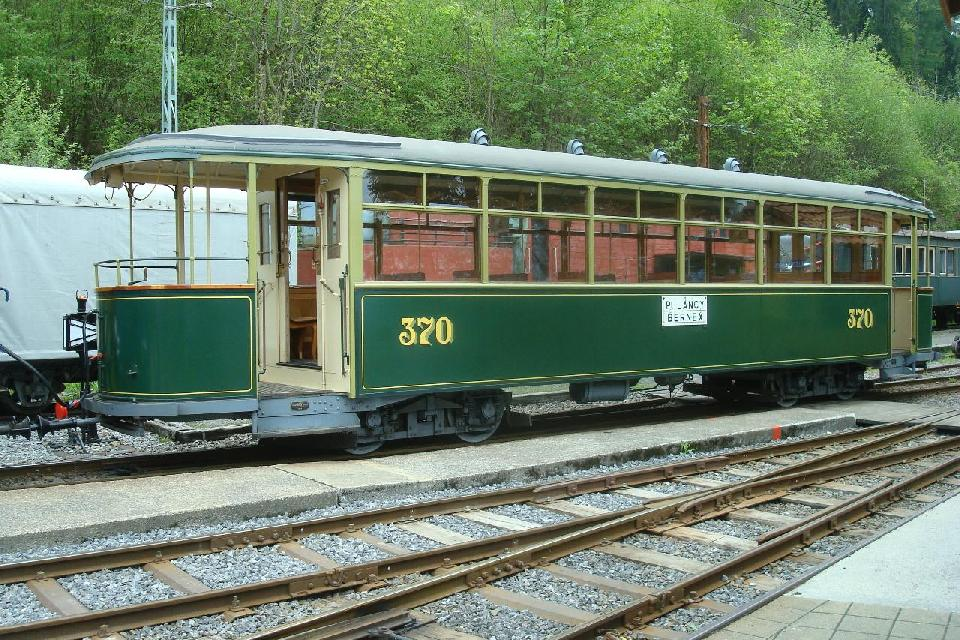
Remorque à bogies historique C4 no 370

### En France
La remorque C4 no 361 est préservée par l'AMITRAM à Lille.

### Entre-temps disparus
- Motrice 65 et remorque 365 offerte au VKEF Klagenfurt (Autriche) en 1972 puis en 1978 à DSM Wehmingen, démolie en 2004 et 2005 ;
- Motrice 63 offerte au musée AMTUIR, retournée et démolie en 2013 à Genève ;
- Motrice 69 a été transportée au Jardin Robinson du Lignon (commune de Vernier) en 1975, démolie en 1988 ;
- Motrice 70 (ex 50 puis T.01) préservée  par la Compagnie ferroviaire du Léman (CFDL) sur le réseau genevois comme « Tram bleu »[42]. Après de nombreuses années sans possibilité de fonctionnement et de stockage dans le rondeau de Carouge, reprise et démolie par l'AGMT en 2022 ;
- Wagon-plateau X 73 (ex wagon de grue 638, puis T.03) préservé par CFDL, destin inconnu depuis les années 2010.